# Thraupidae
I Traupidi (Thraupidae Cabanis, 1847) sono una famiglia di uccelli dell'ordine Passeriformes.
Di questa famiglia fanno parte i cosiddetti "fringuelli di Darwin", che il famoso scienziato descrisse durante il suo viaggio alle isole Galápagos a bordo del HMS Beagle.

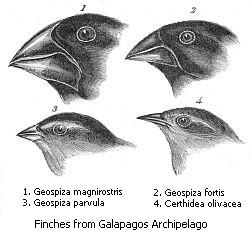
Quattro delle specie di Traupidi descritti da Darwin.

Gli uccelli sono oggi noti come un classico esempio di speciazione: la differente forma del becco delle specie presenti sulle diverse isole suggerì a Darwin un meccanismo di differenziazione a partire da un progenitore comune, legato alla necessità di adattarsi a differenti fonti di cibo.

## Distribuzione e habitat
La famiglia è diffusa nel Nuovo mondo, prevalentemente nella ecozona neotropicale. Oltre il 60% delle specie vive in Sud America e di queste circa il 30% sulle Ande. Gran parte delle specie è endemica di aree molto ristrette.

## Tassonomia
Sino al recente passato i traupidi erano considerati una tribù (Thraupini) appartenente alla sottofamiglia Emberizinae della famiglia Fringillidae.

Una rivalutazione filogenetica del 2008 ha evidenziato il carattere largamente polifiletico delle Emberizinae; in seguito a ciò i Thraupini sono stati elevati al rango di famiglia a sé stante. Più recentemente i confini della famiglia sono stati ridisegnati sulla base delle risultanze di studi filogenetici e i seguenti generi sono stati segregati in famiglie a sé stanti: Calyptophilus (Calyptophilidae); Phaenicophilus, Microligea e Xenoligea (Phaenicophilidae); Nesospingus (Nesospingidae); Mitrospingus, Orthogonys e Lamprospiza (Mitrospingidae); Rhodinocichla (Rhodinocichlidae). 
Sono di contro stati inclusi nella famiglia i generi Parkerthraustes e Saltator, in precedenza inquadrati tra i Cardinalidi, e i generi Porphyrospiza e Gubernatrix, precedentemente inclusi tra gli Emberizidi.

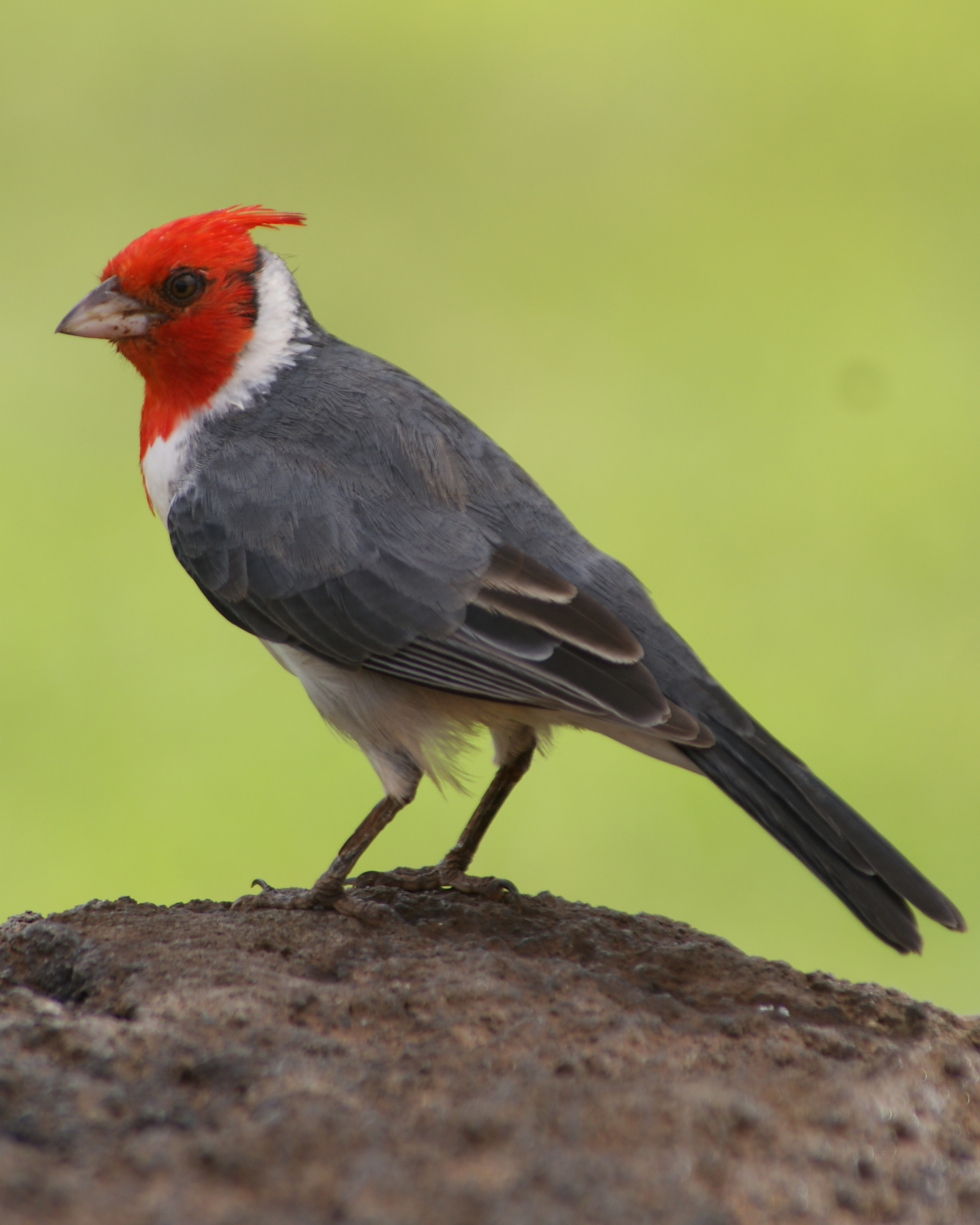
Paroaria coronata

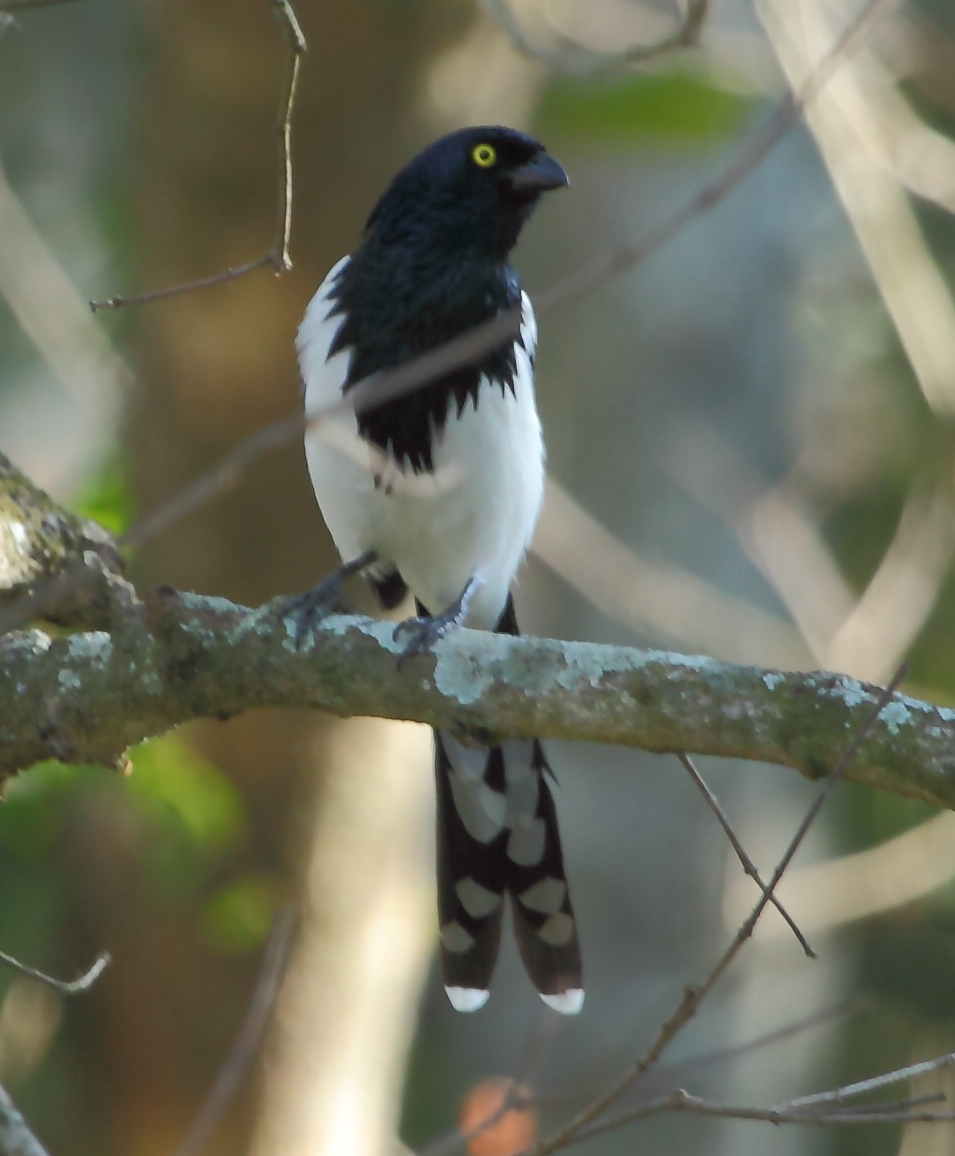
Cissopis leverianus

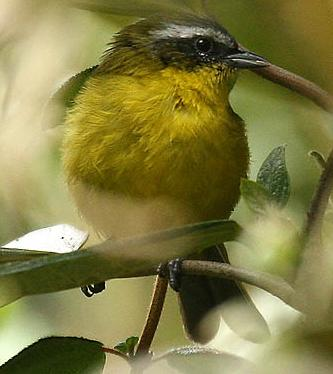
Hemispingus superciliaris

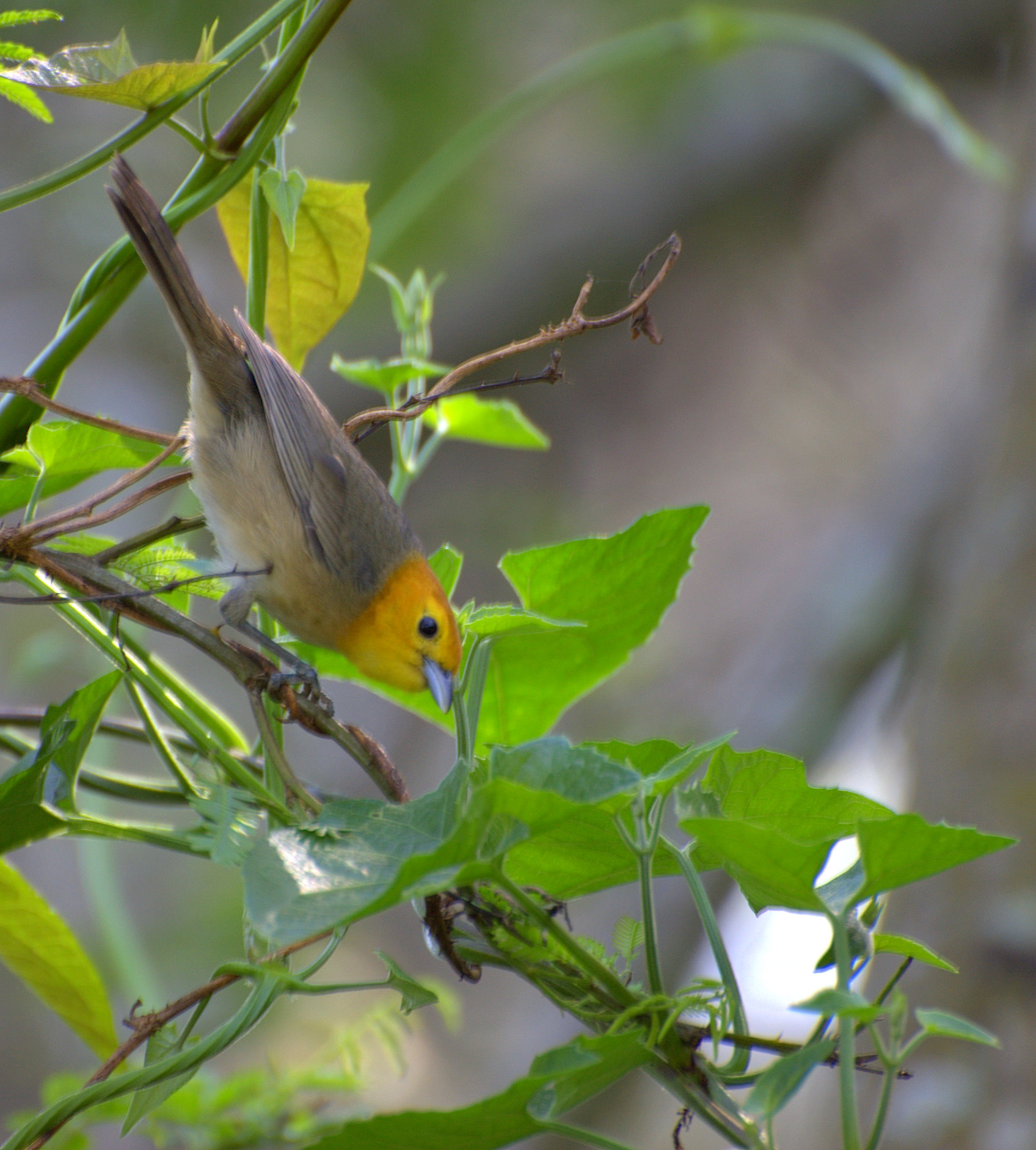
Thlypopsis sordida

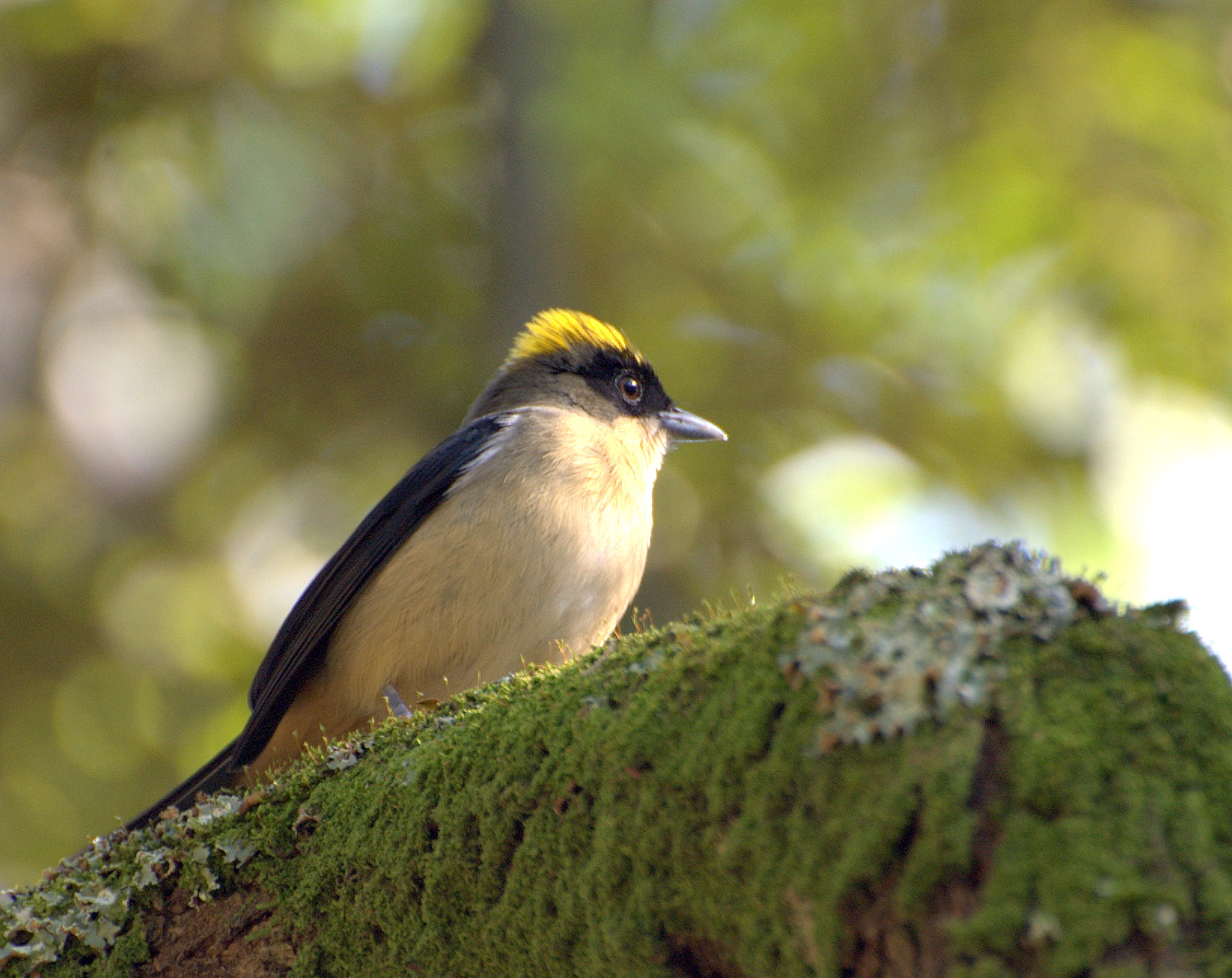
Trichothraupis melanops

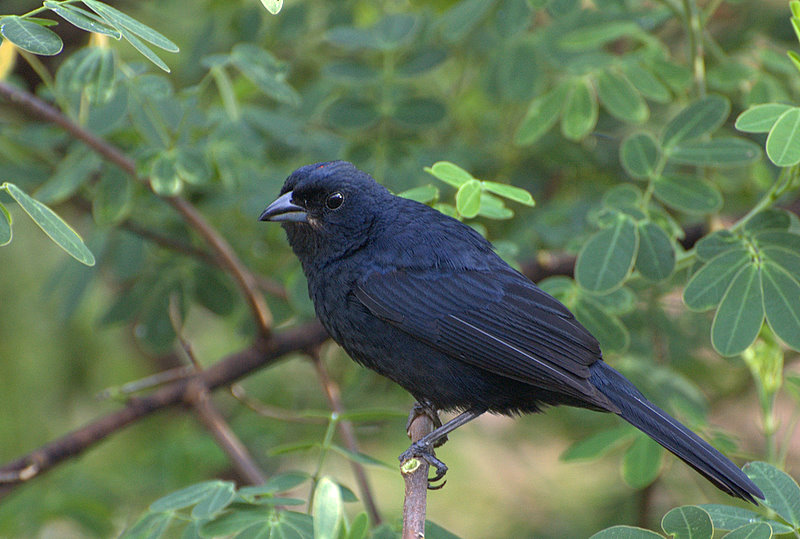
Tachyphonus coronatus

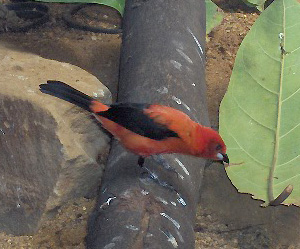
Ramphocelus bresilius

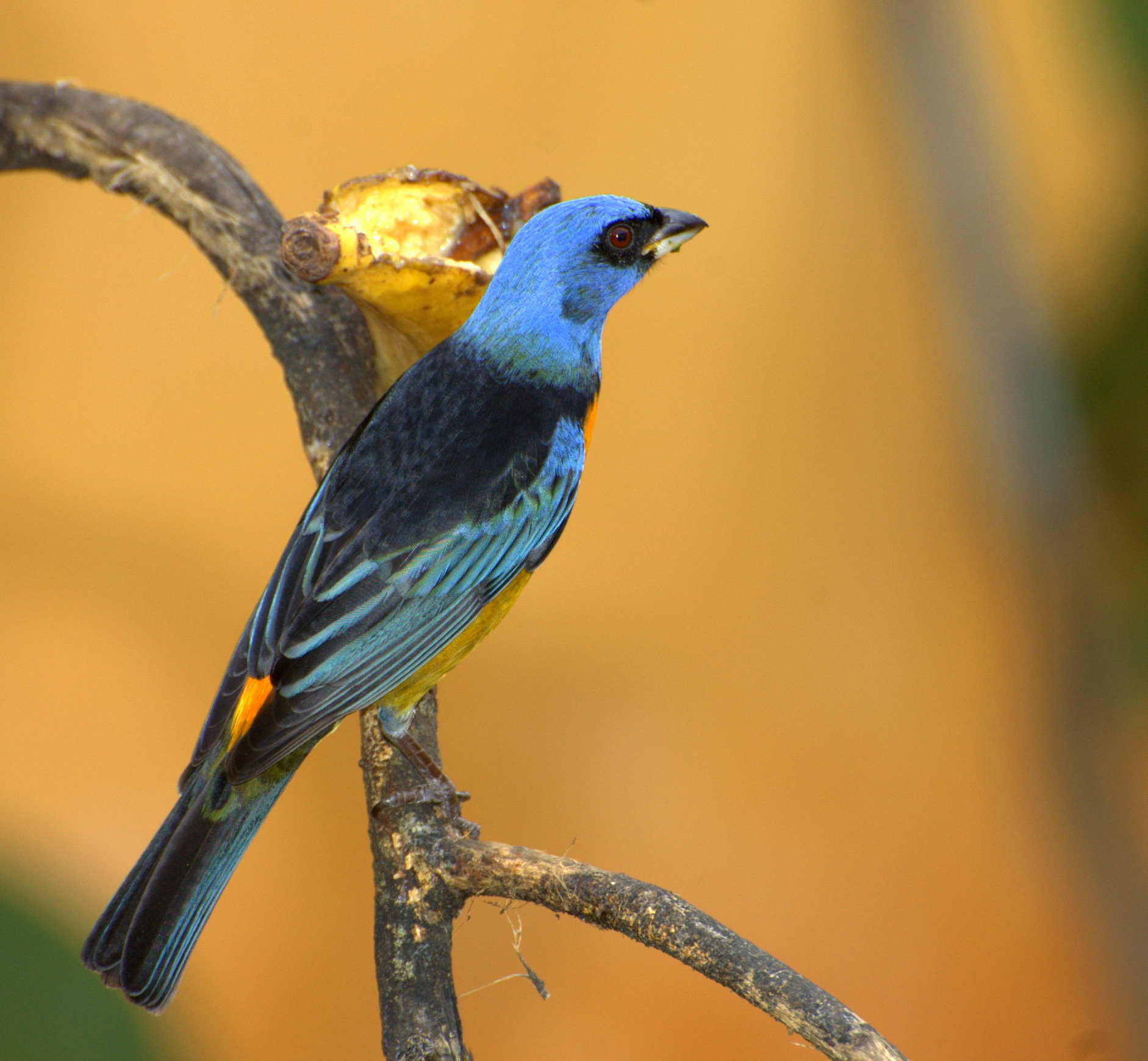
Thraupis bonariensis

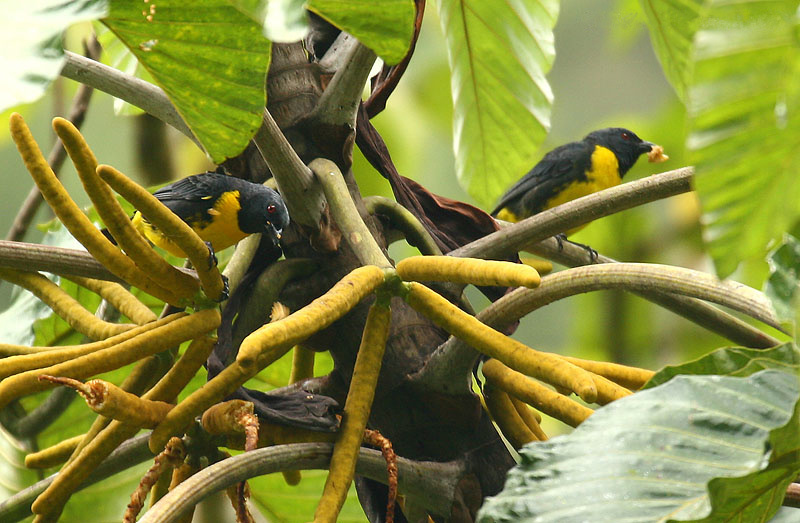
Bangsia arcaei

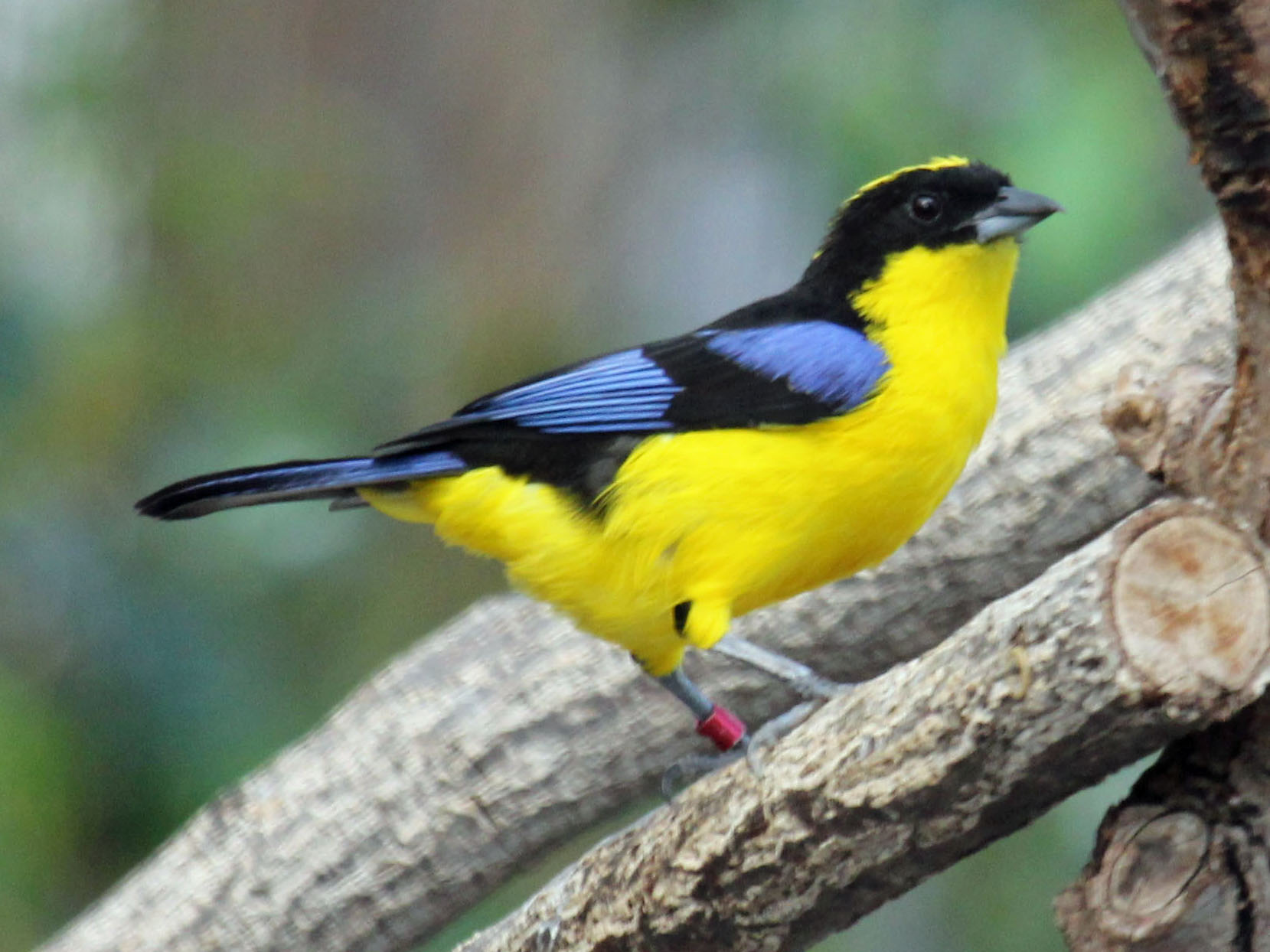
Anisognathus somptuosus

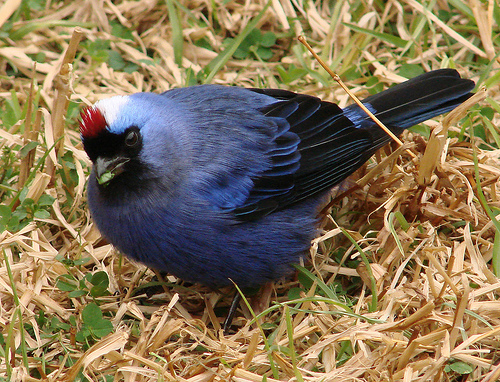
Stephanophorus diadematus

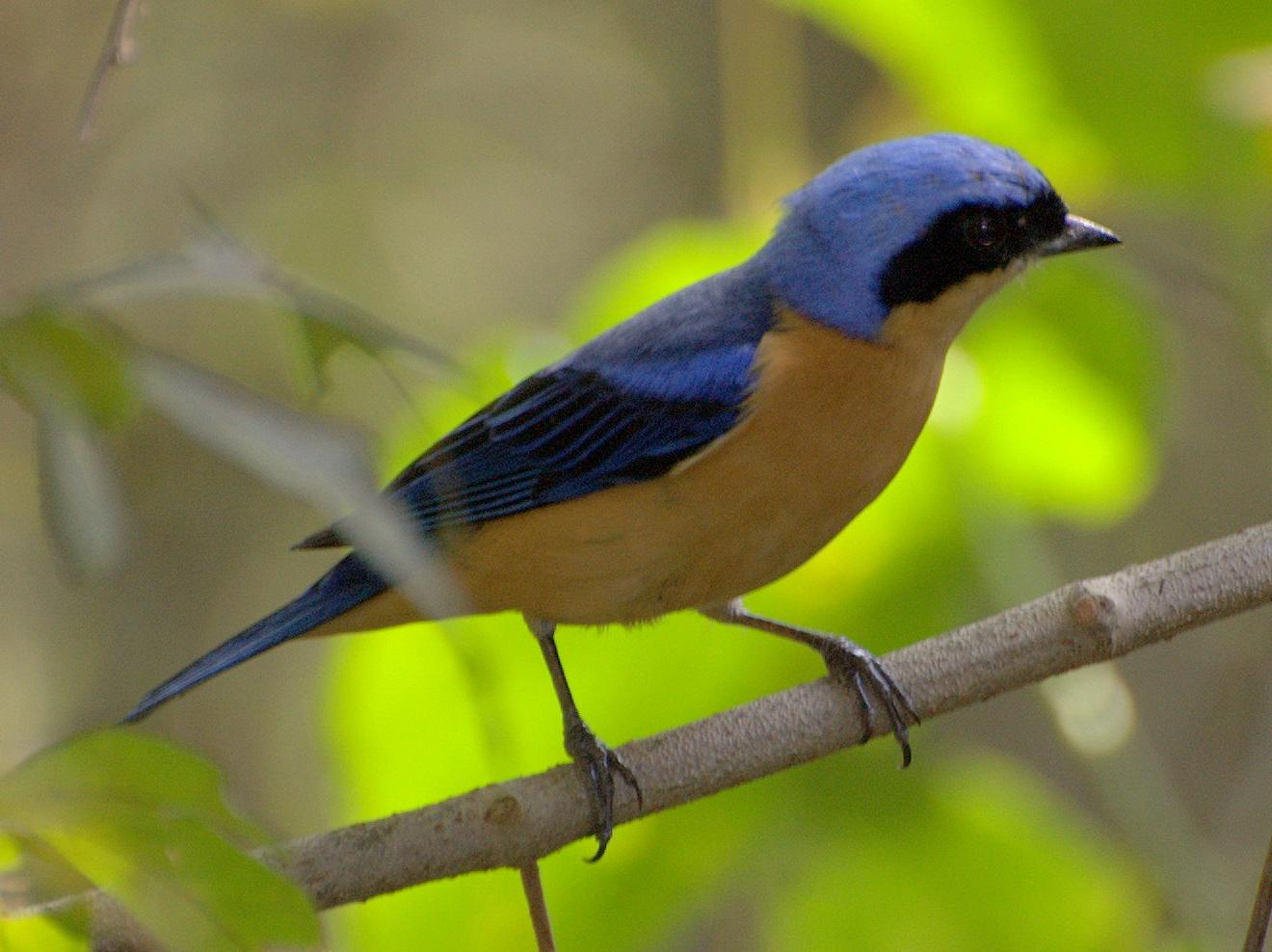
Pipraeidea melanonota

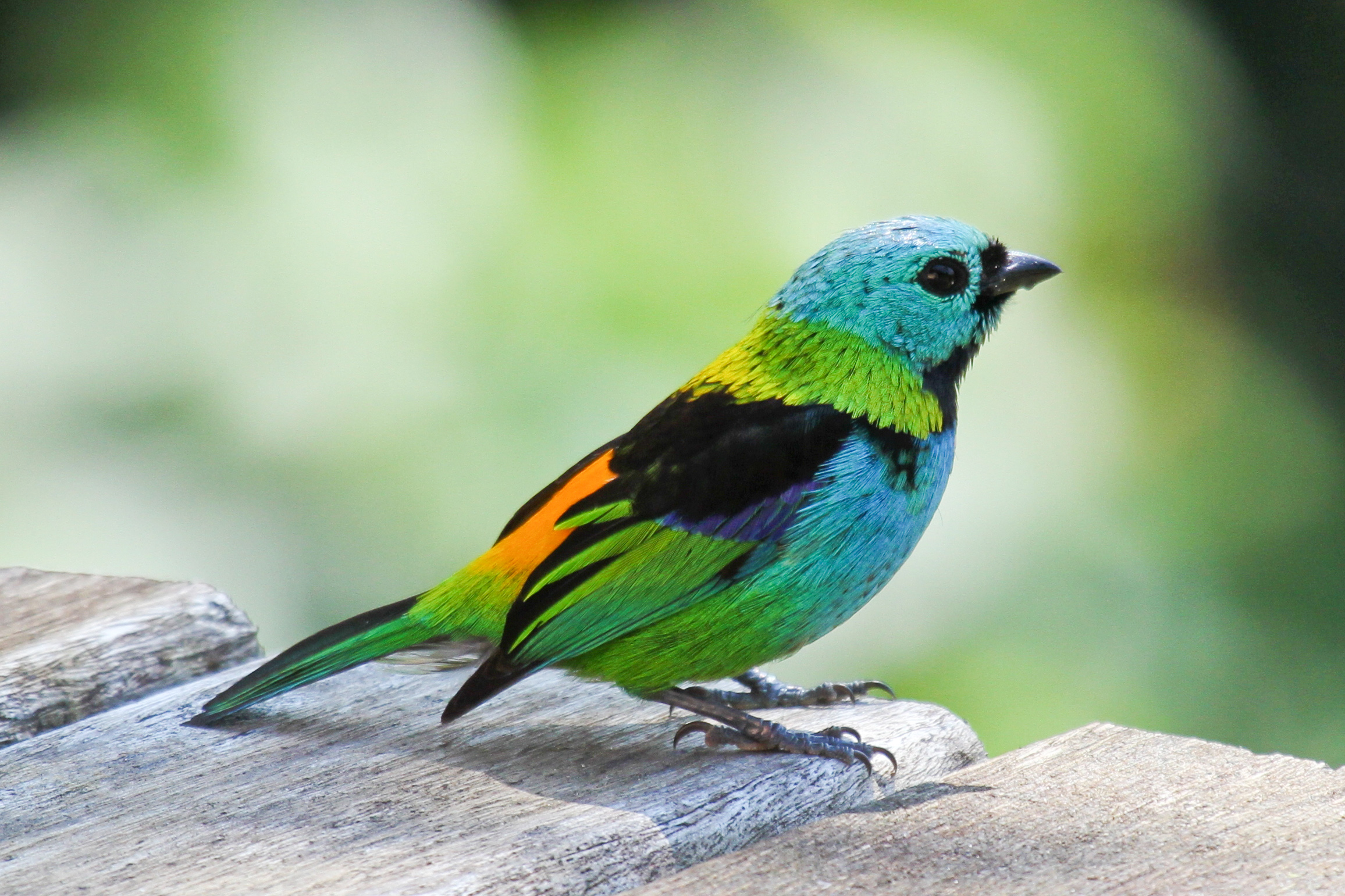
Tangara seledon

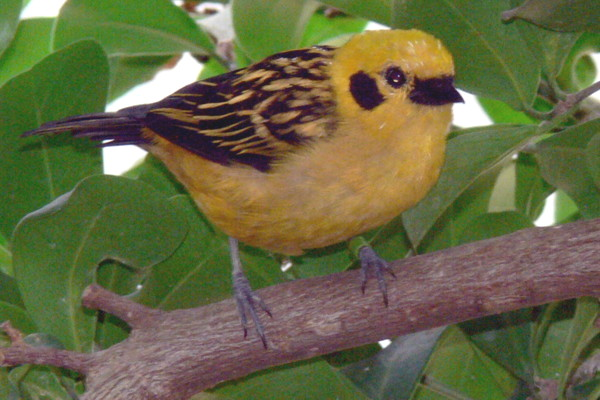
Tangara arthus

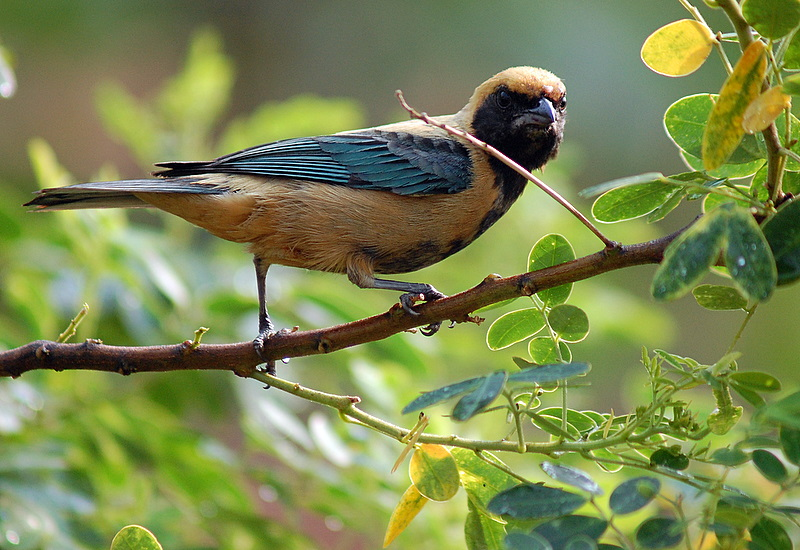
Tangara cayana

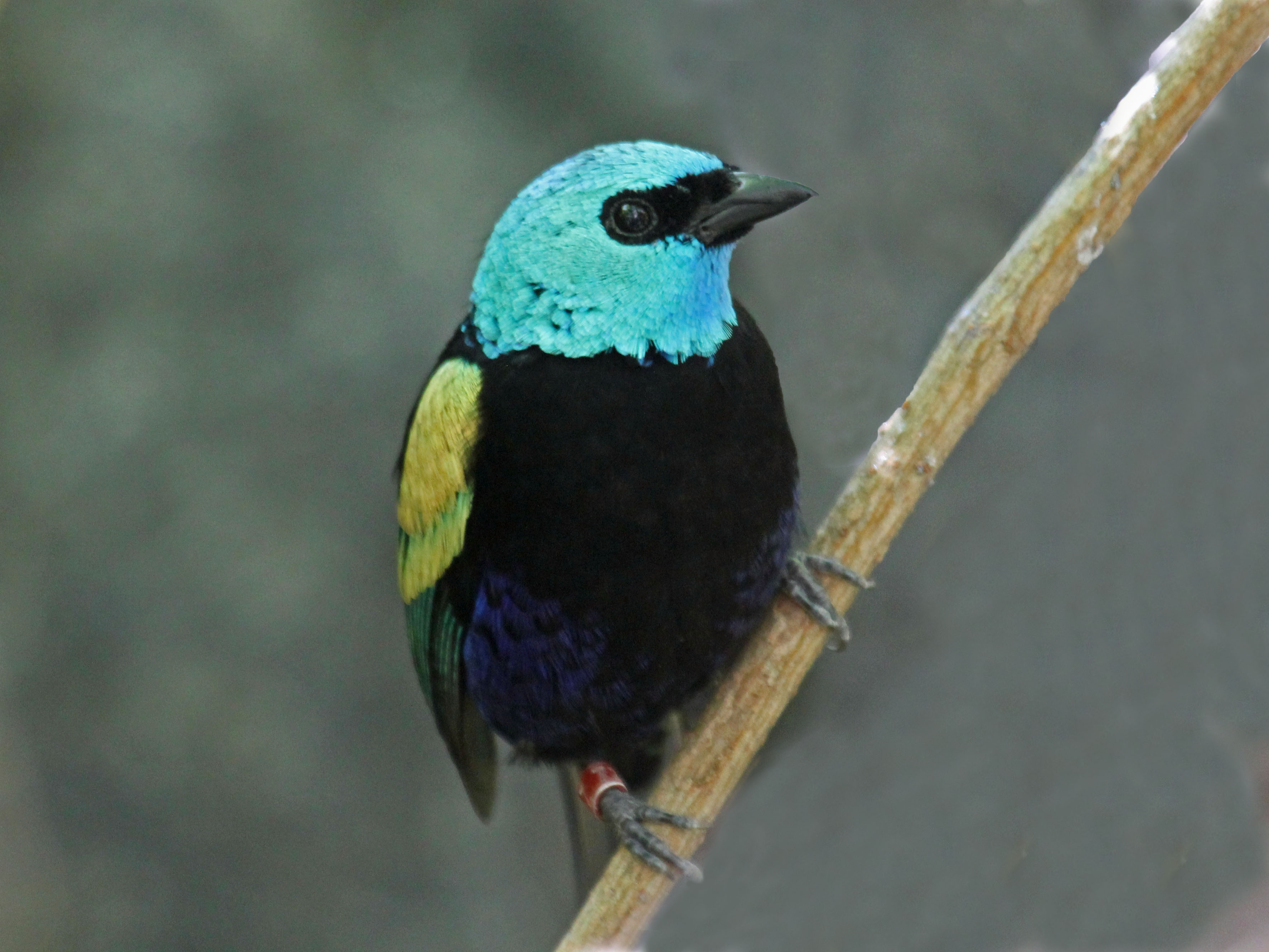
Tangara cyanicollis

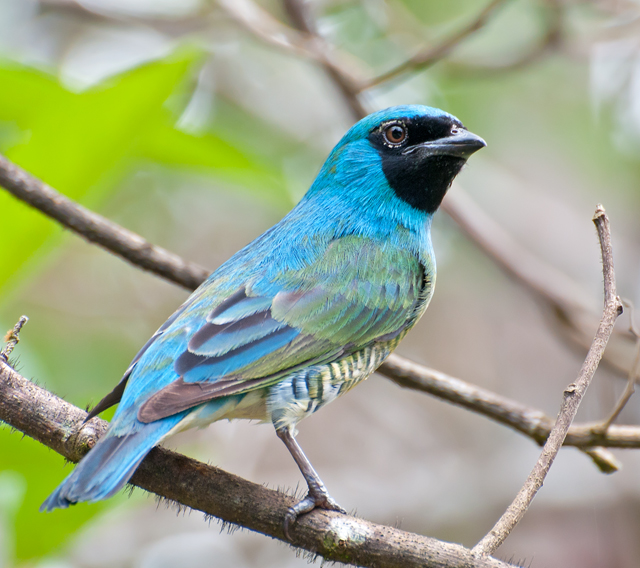
Tersina viridis

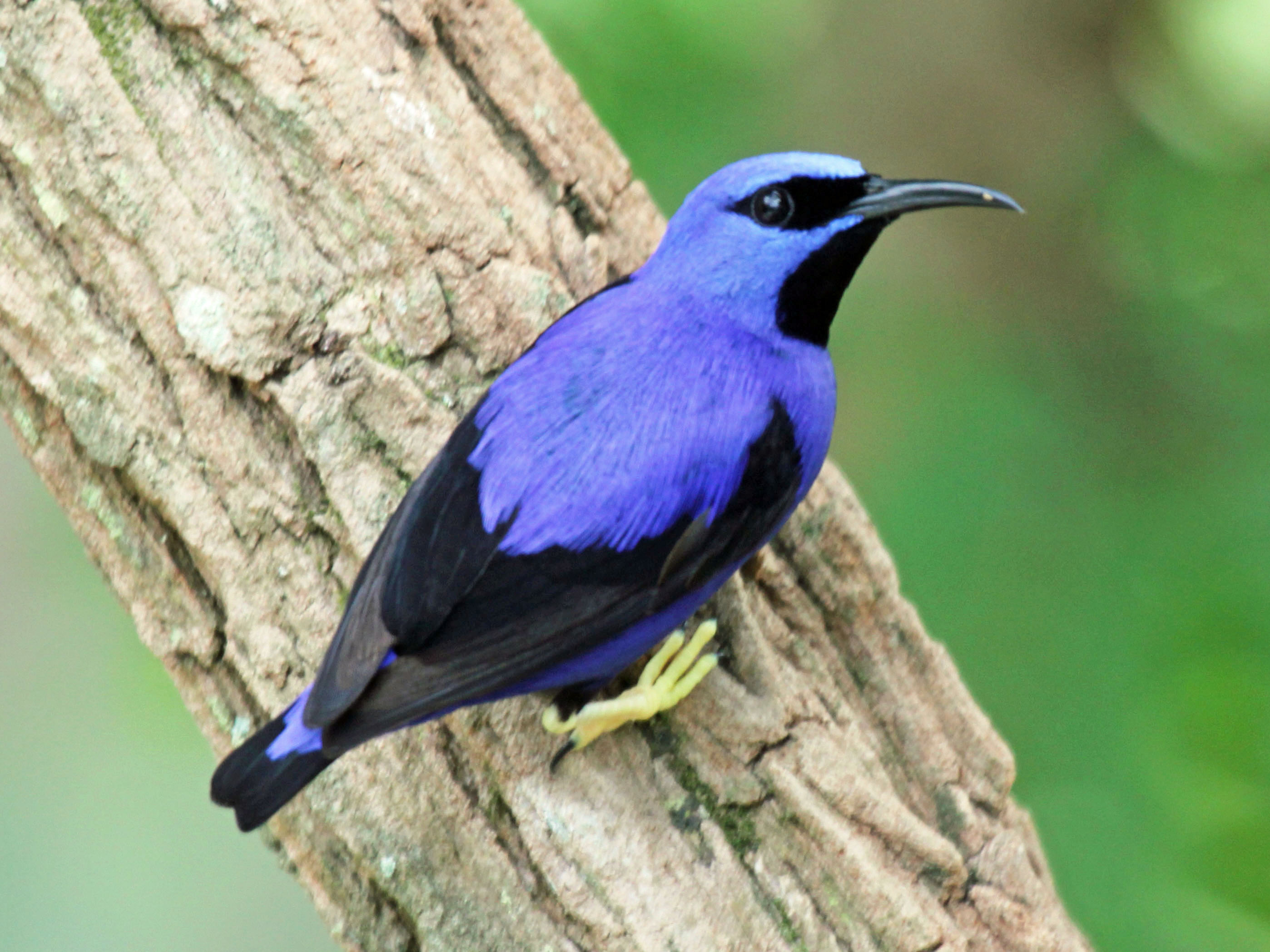
Cyanerpes caeruleus

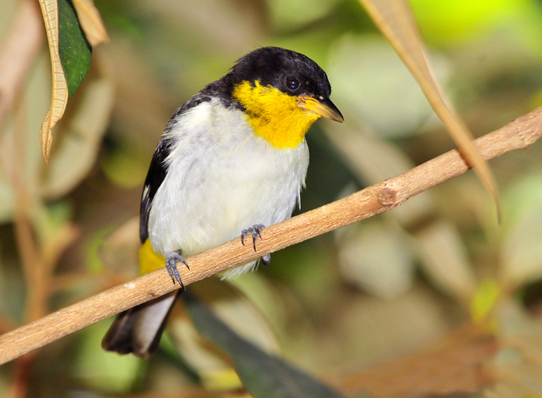
Hemithraupis flavicollis

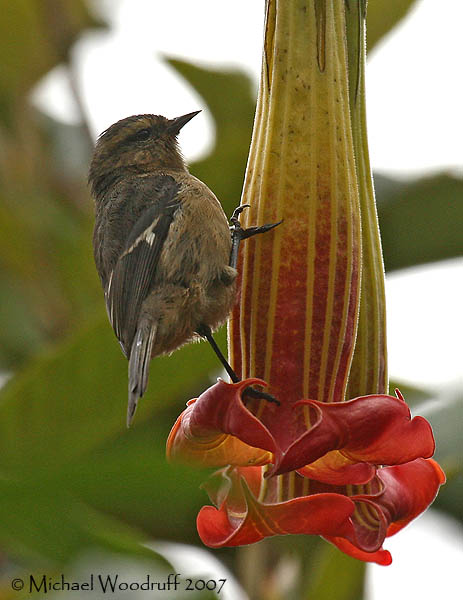
Conirostrum cinereum

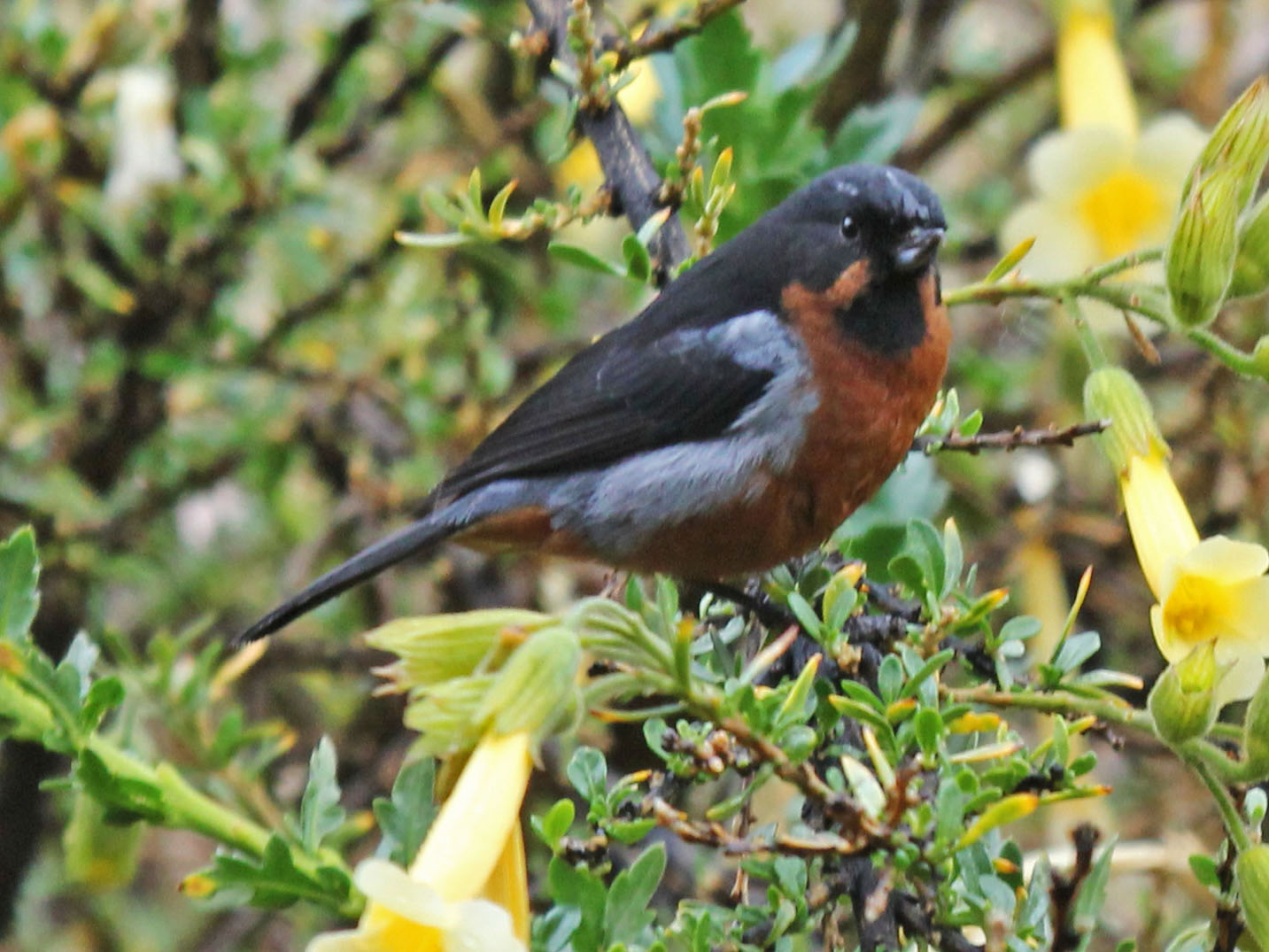
Diglossa brunneiventris

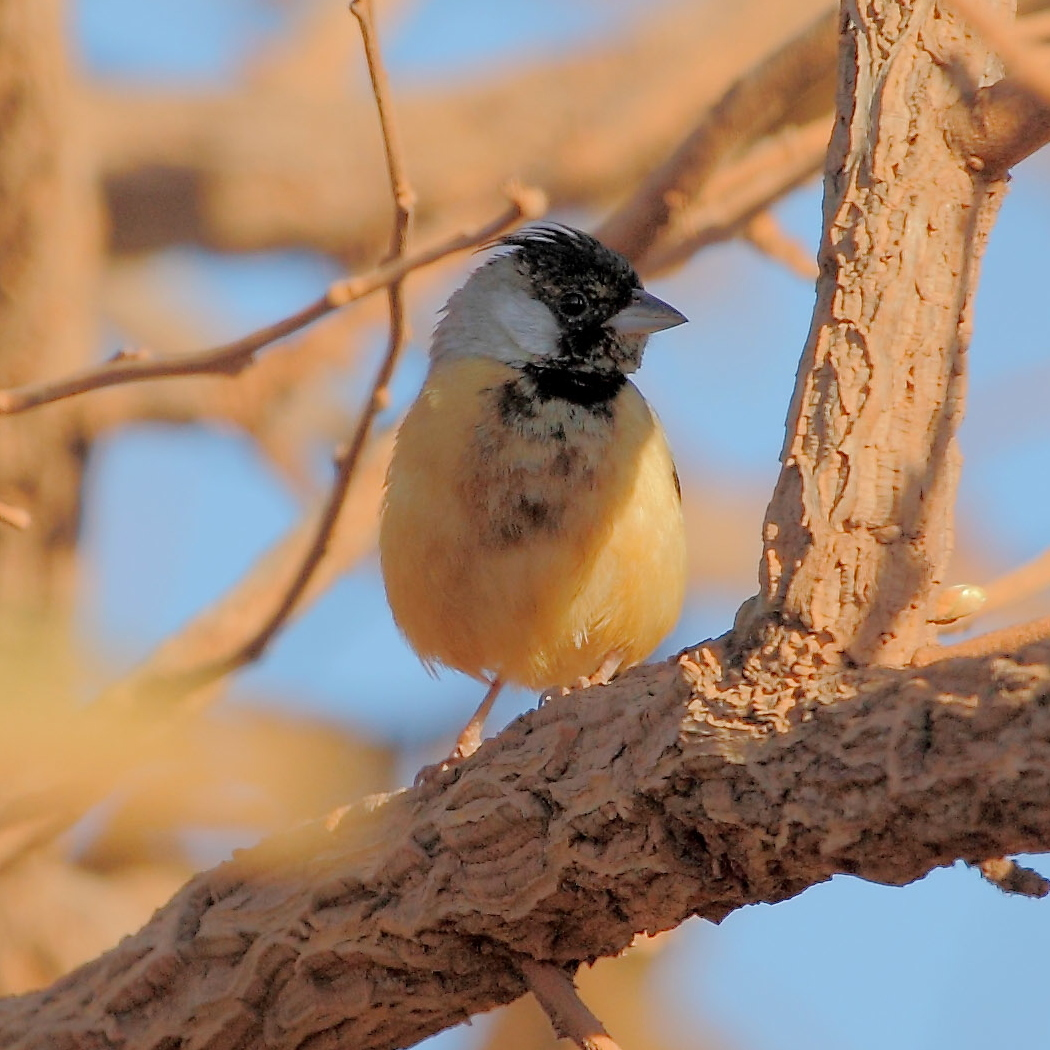
Charitospiza eucosma

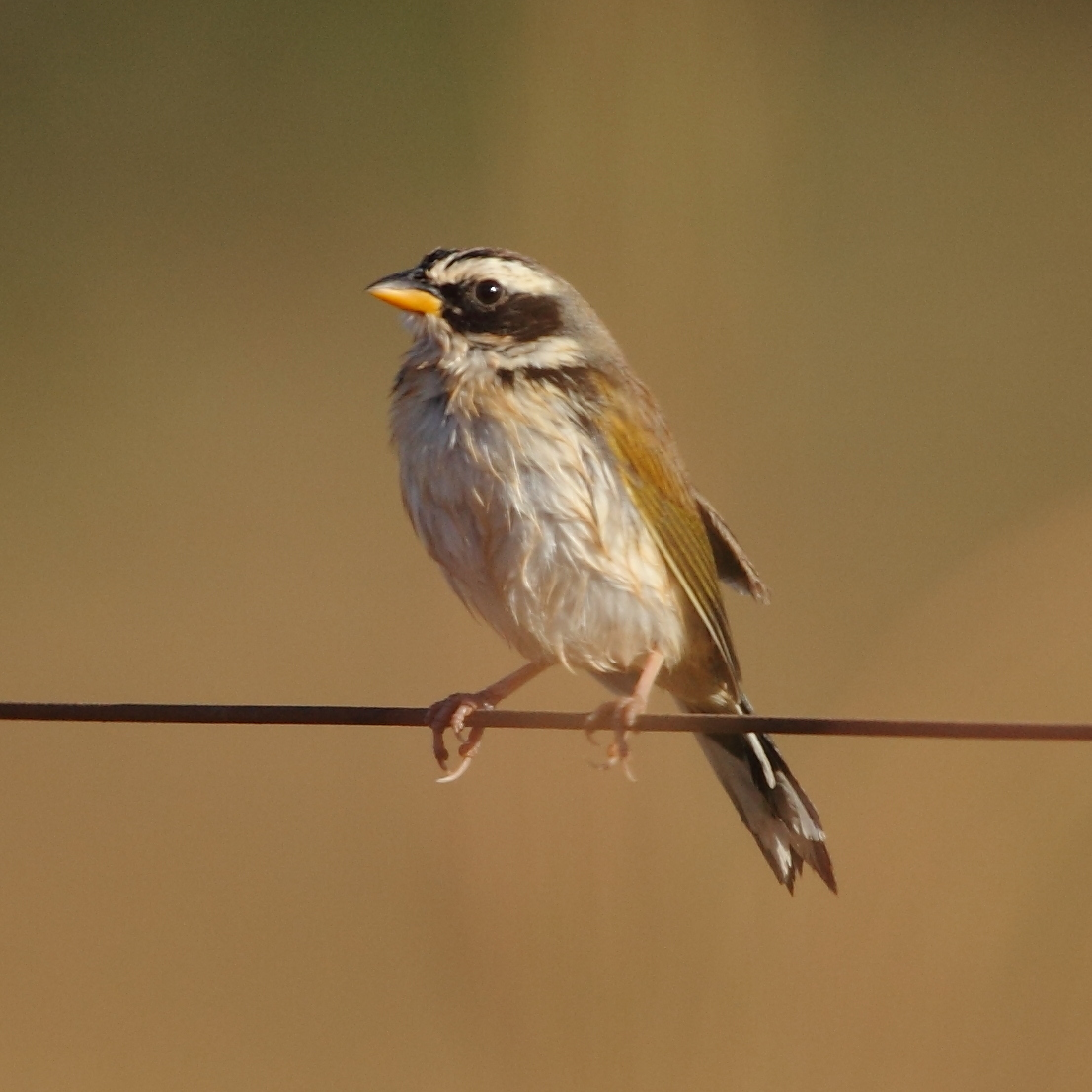
Coryphaspiza melanotis

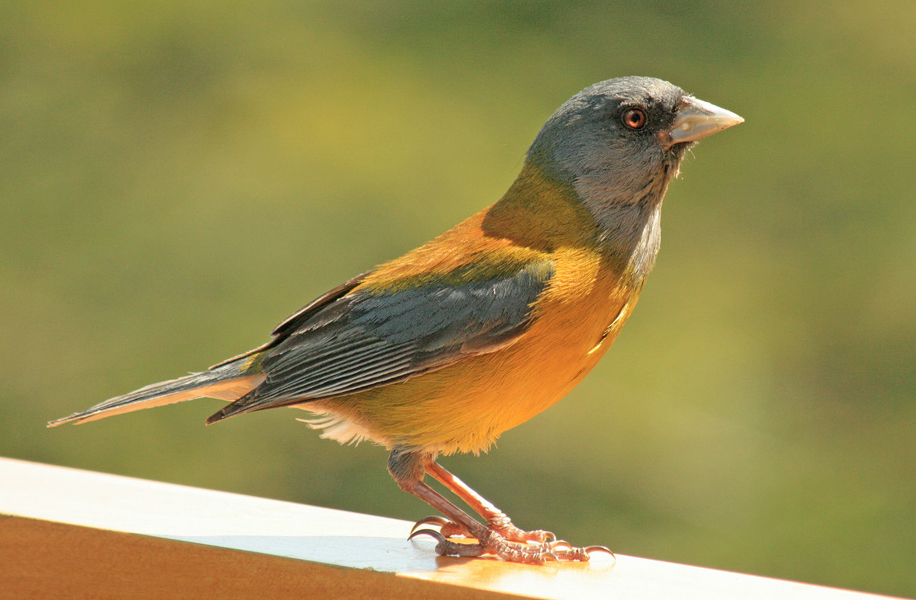
Phrygilus patagonicus

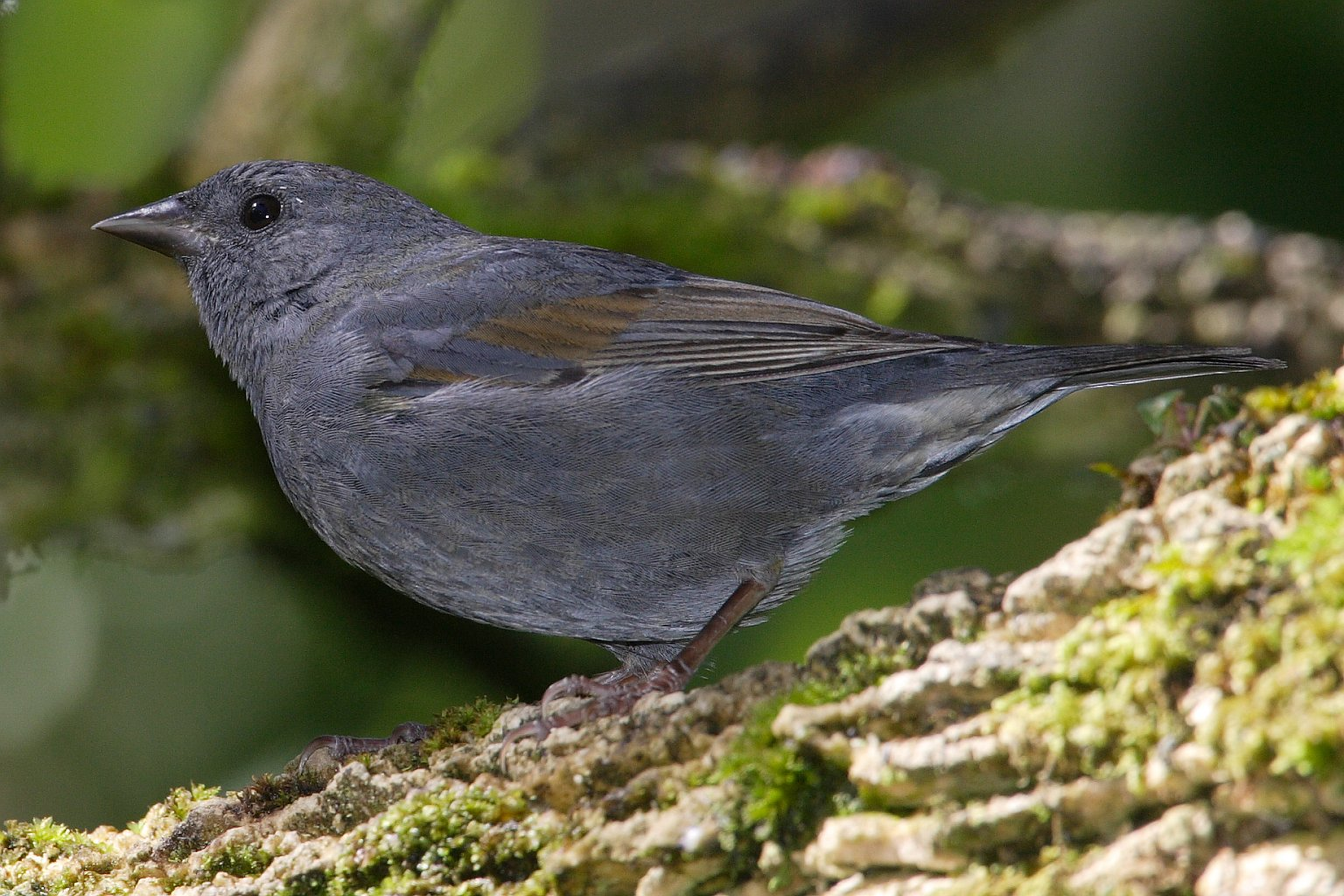
Haplospiza rustica

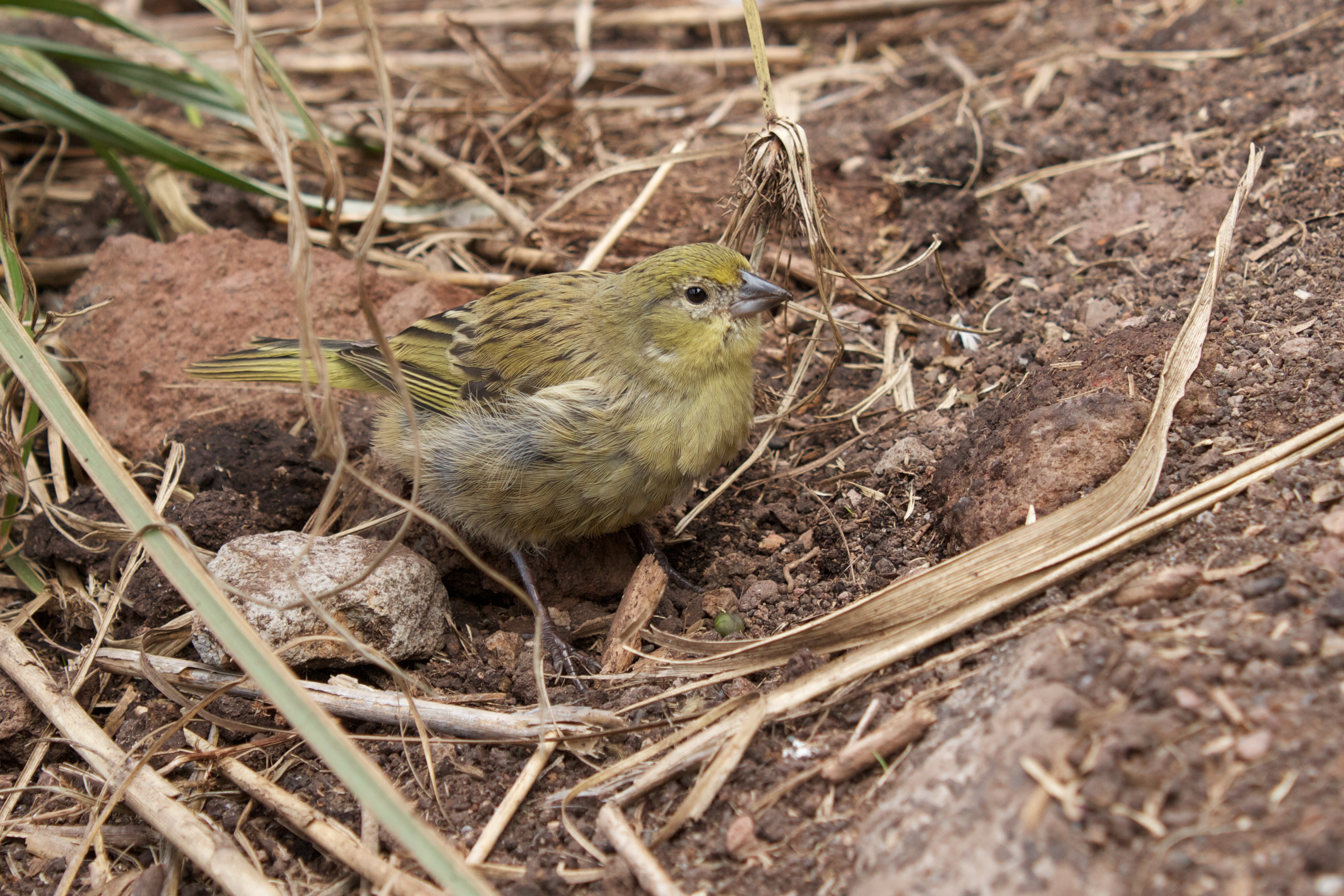
Nesospiza acunhae

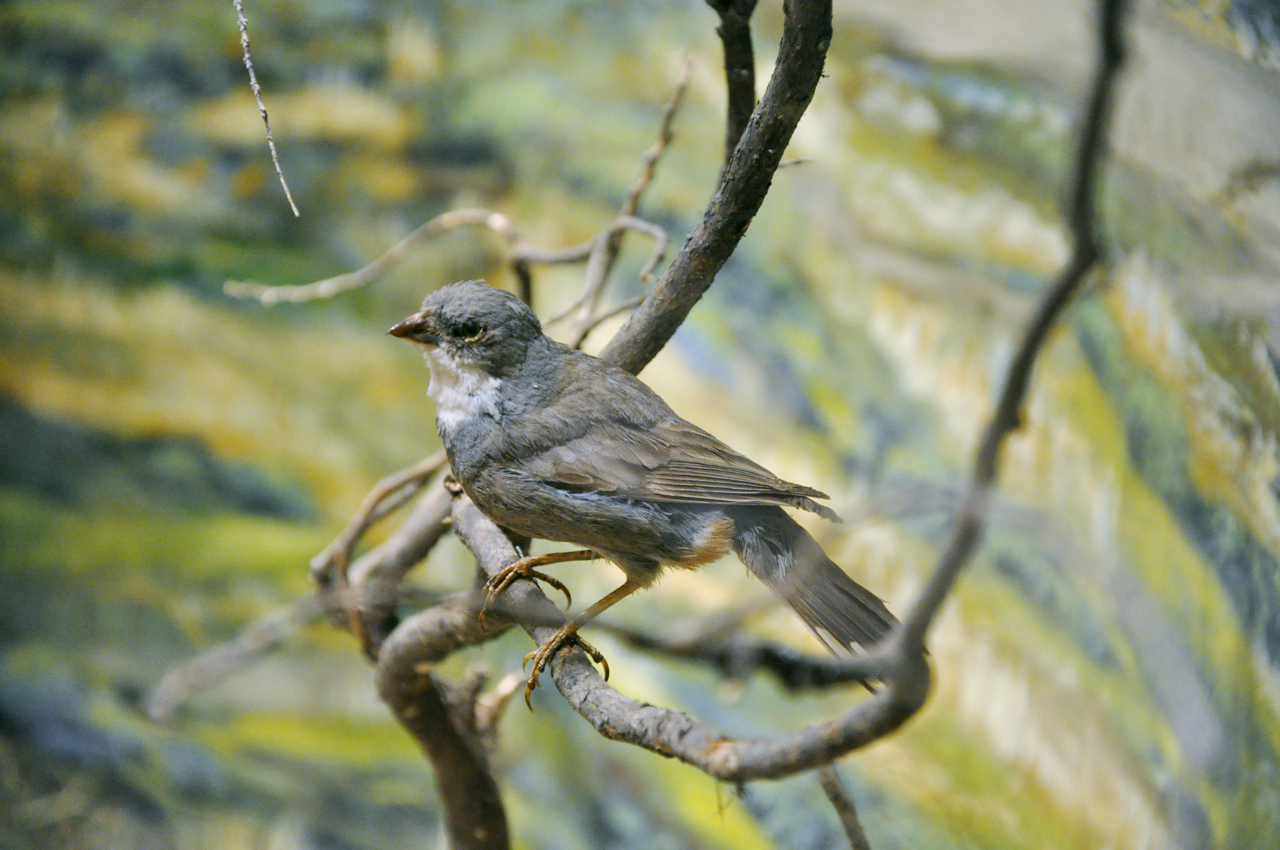
Diuca diuca

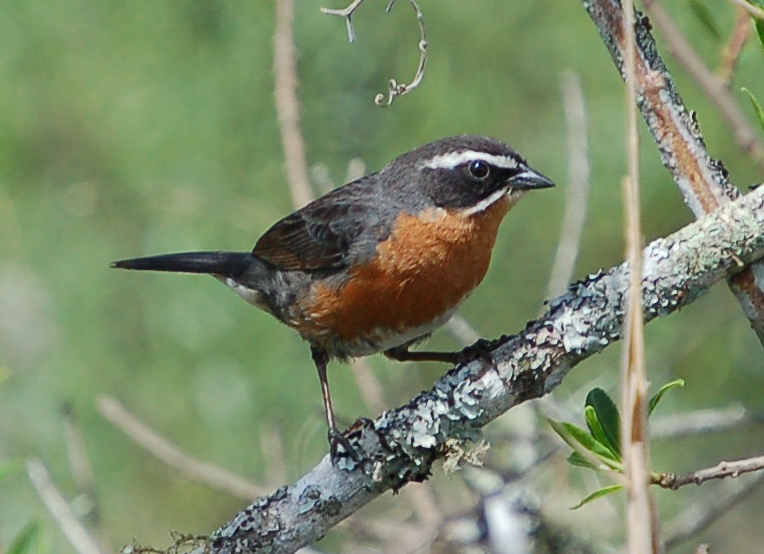
Poospiza nigrorufa

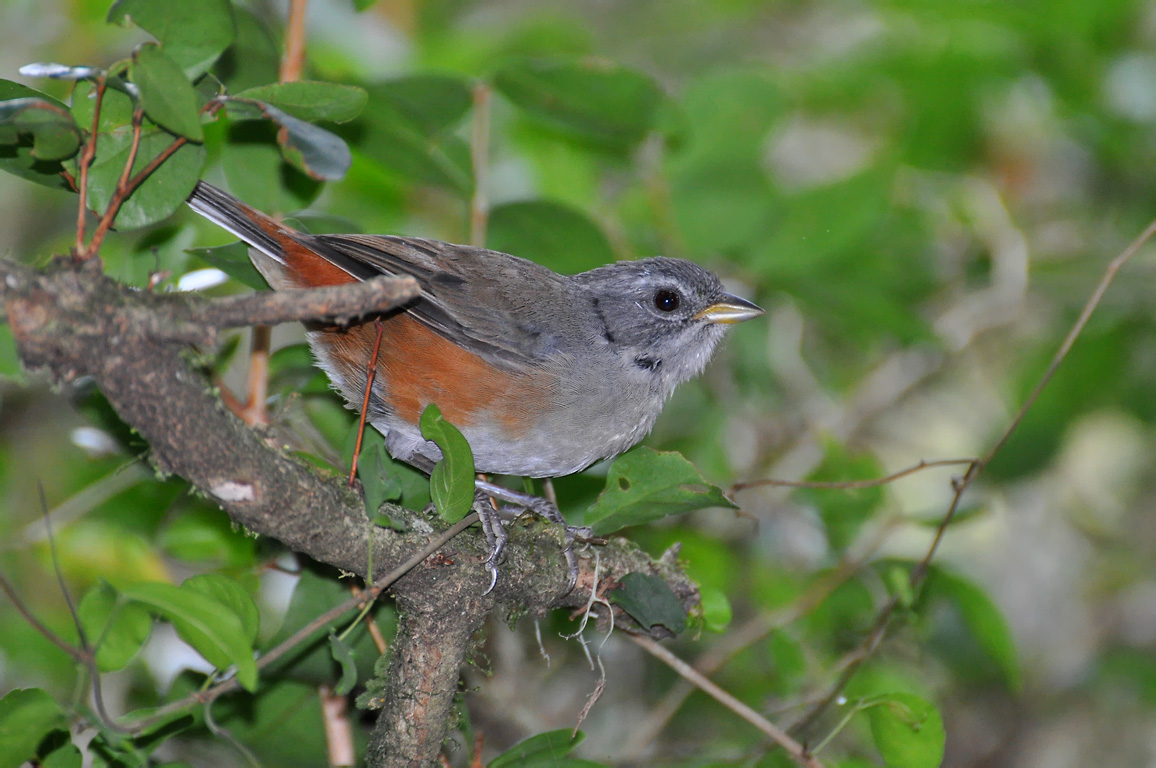
Poospiza cabanisi

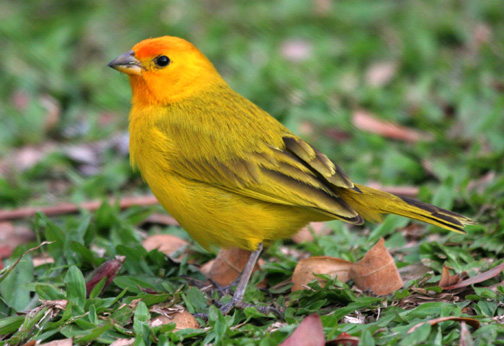
Sicalis flaveola

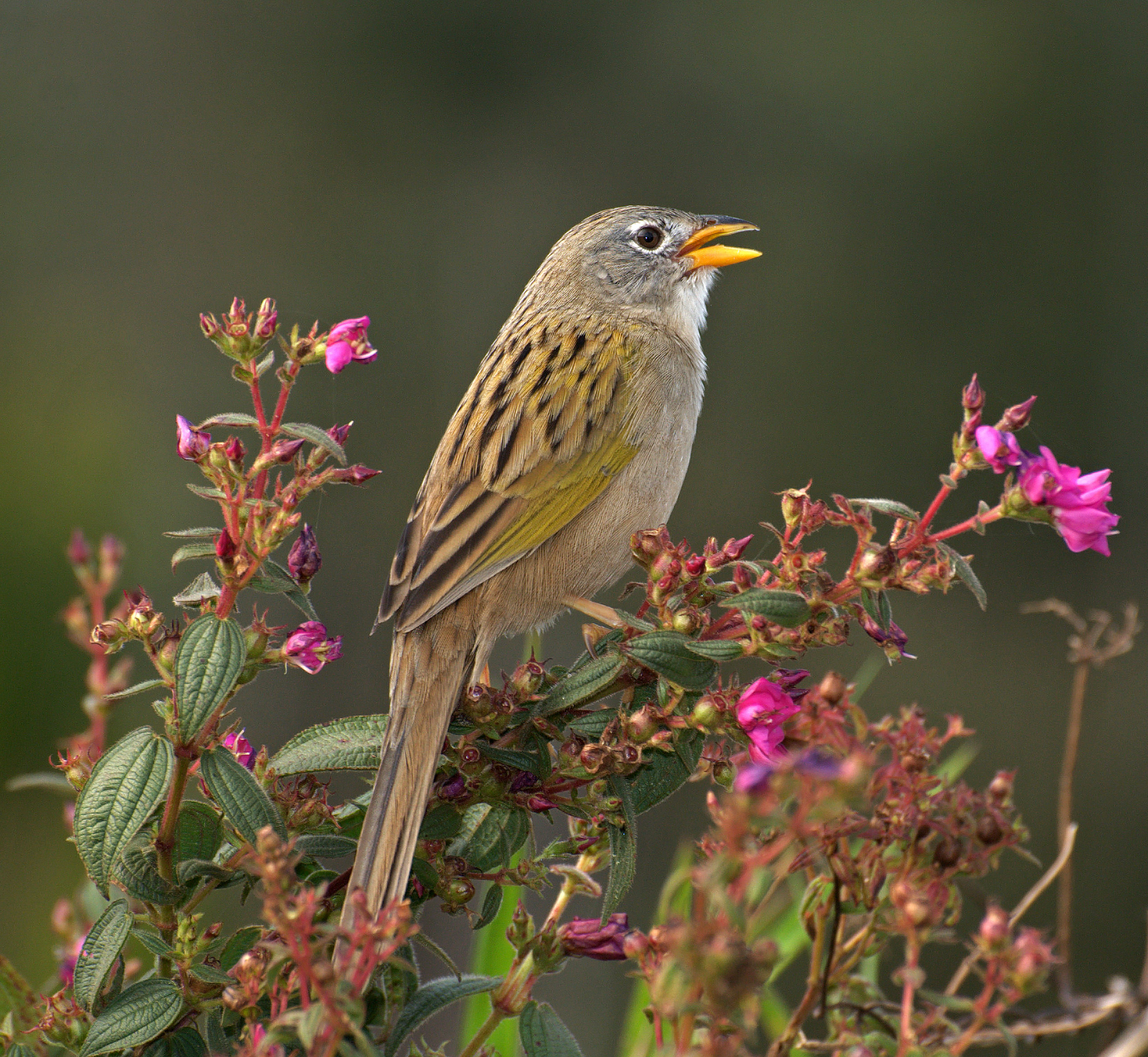
Emberizoides herbicola

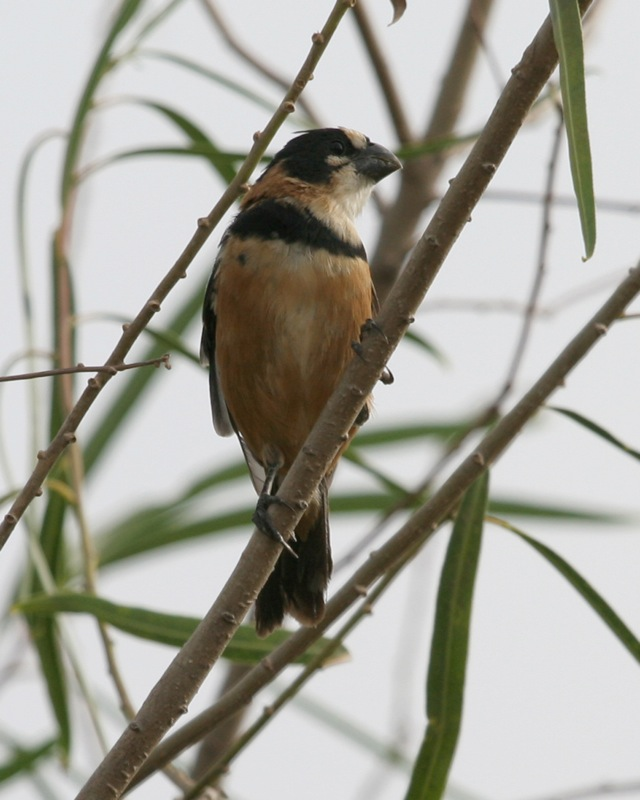
Sporophila collaris

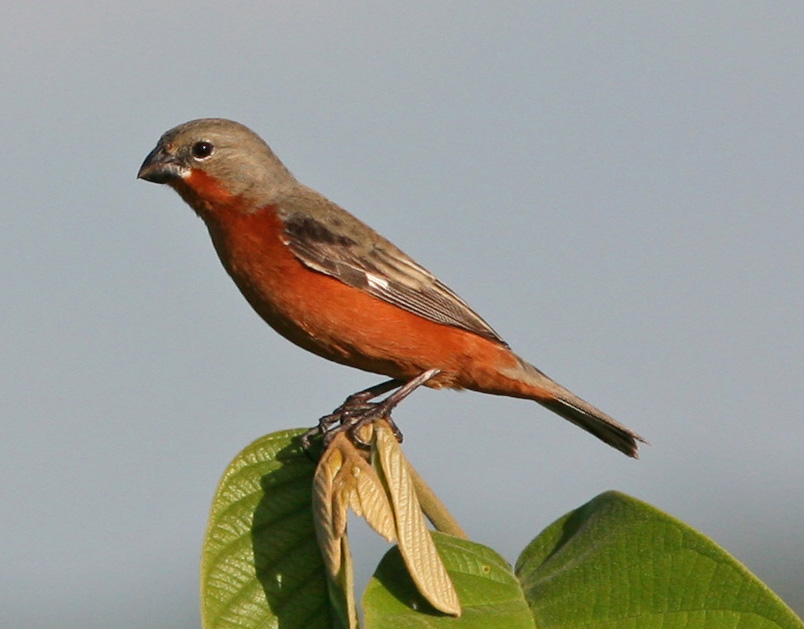
Sporophila minuta

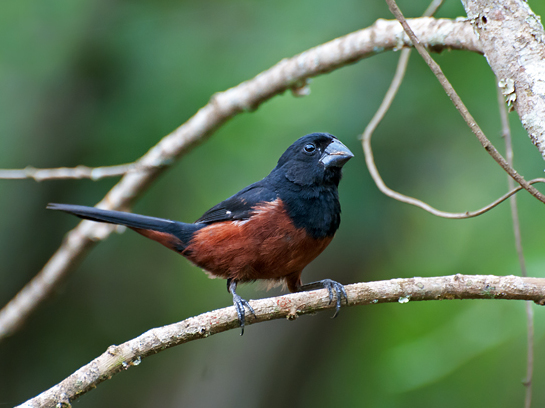
Oryzoborus angolensis

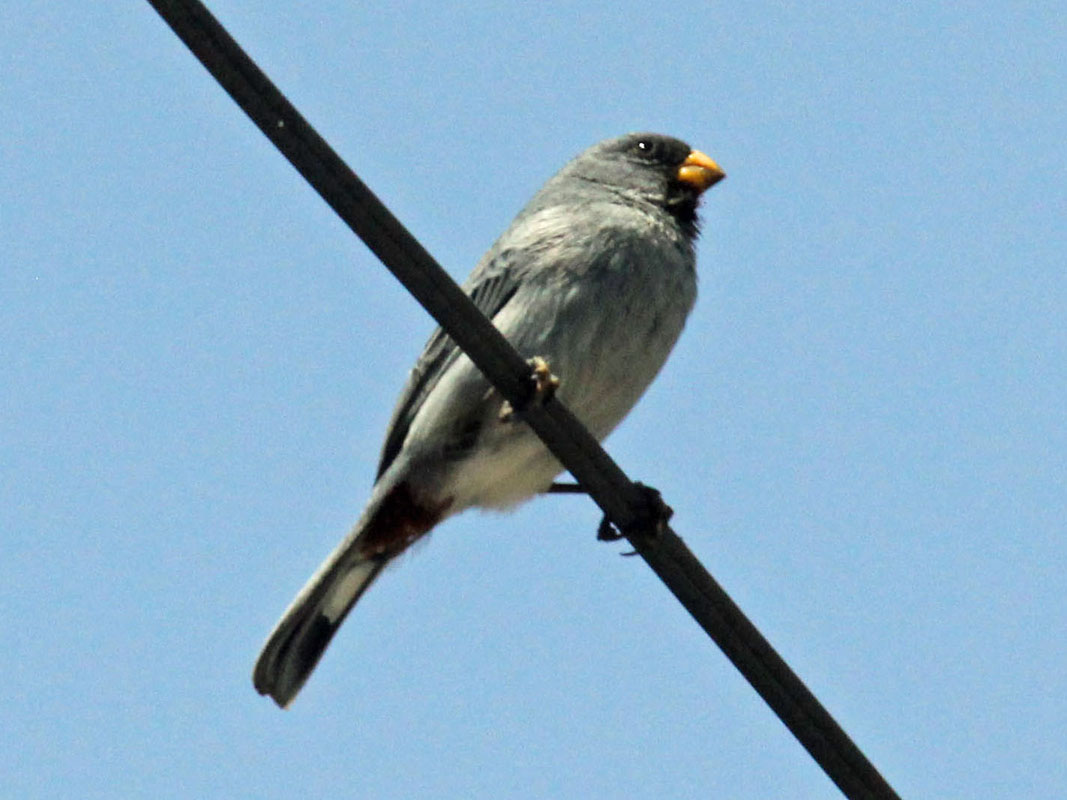
Catamenia analis

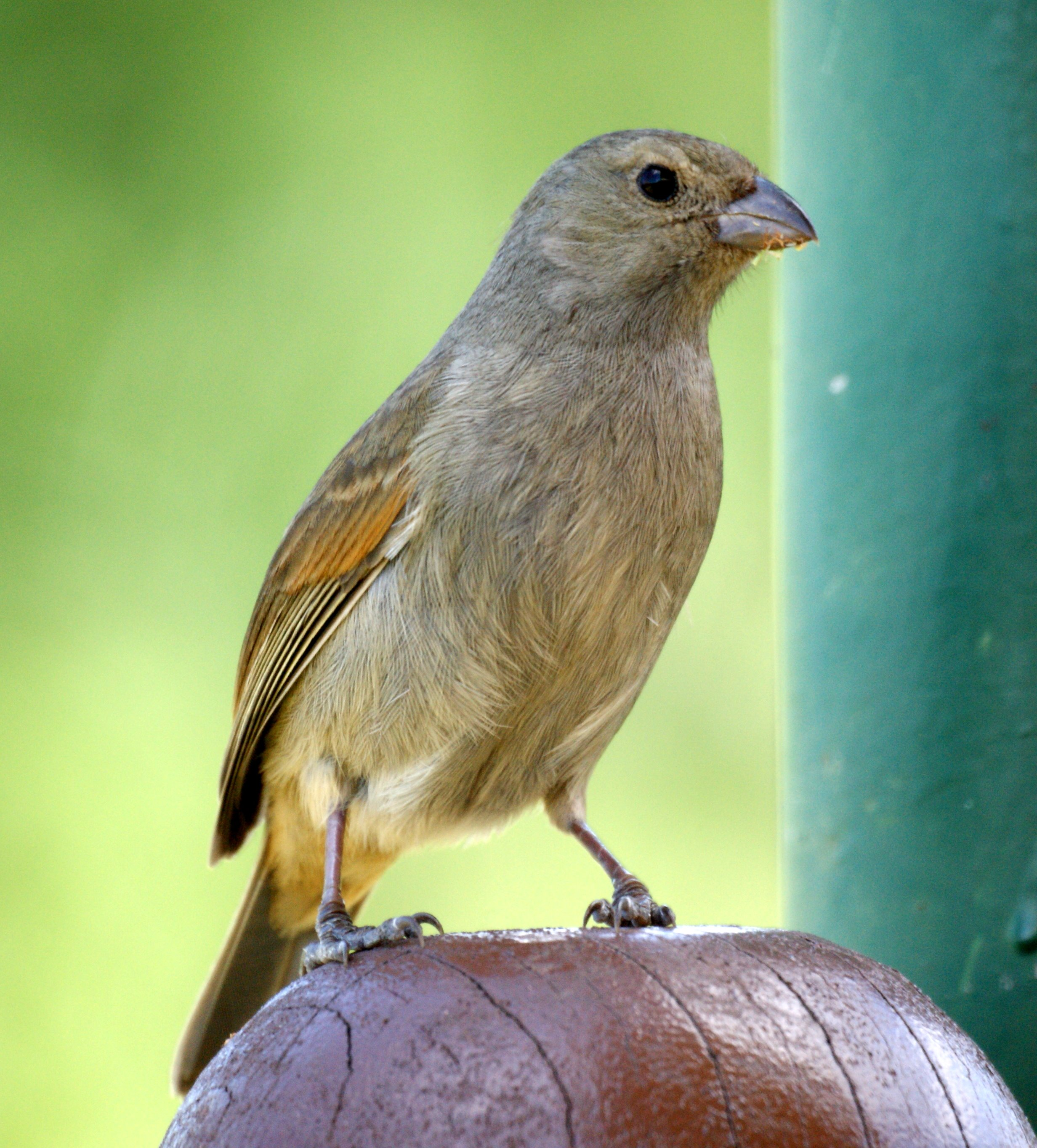
Loxigilla barbadensis

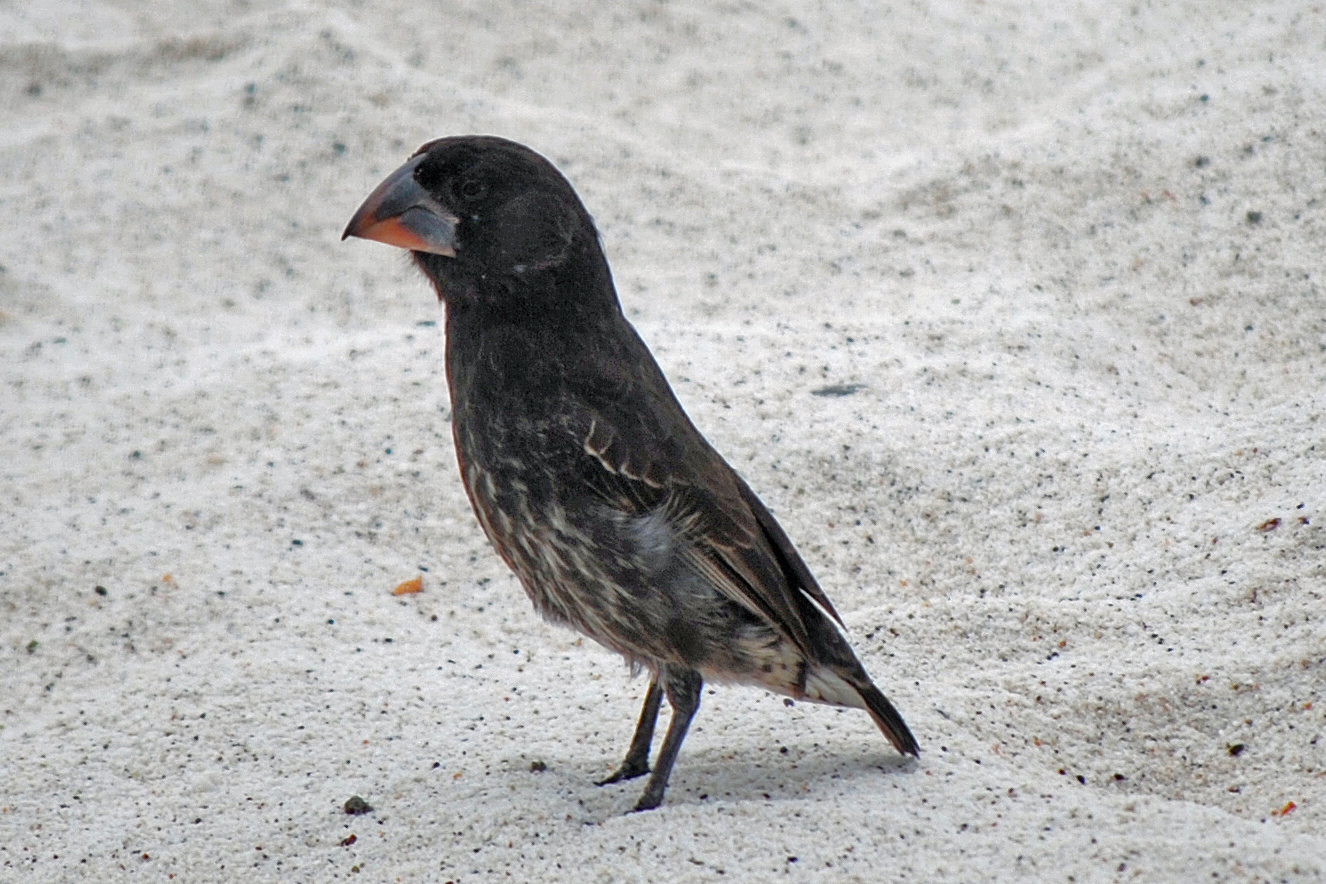
Geospiza conirostris

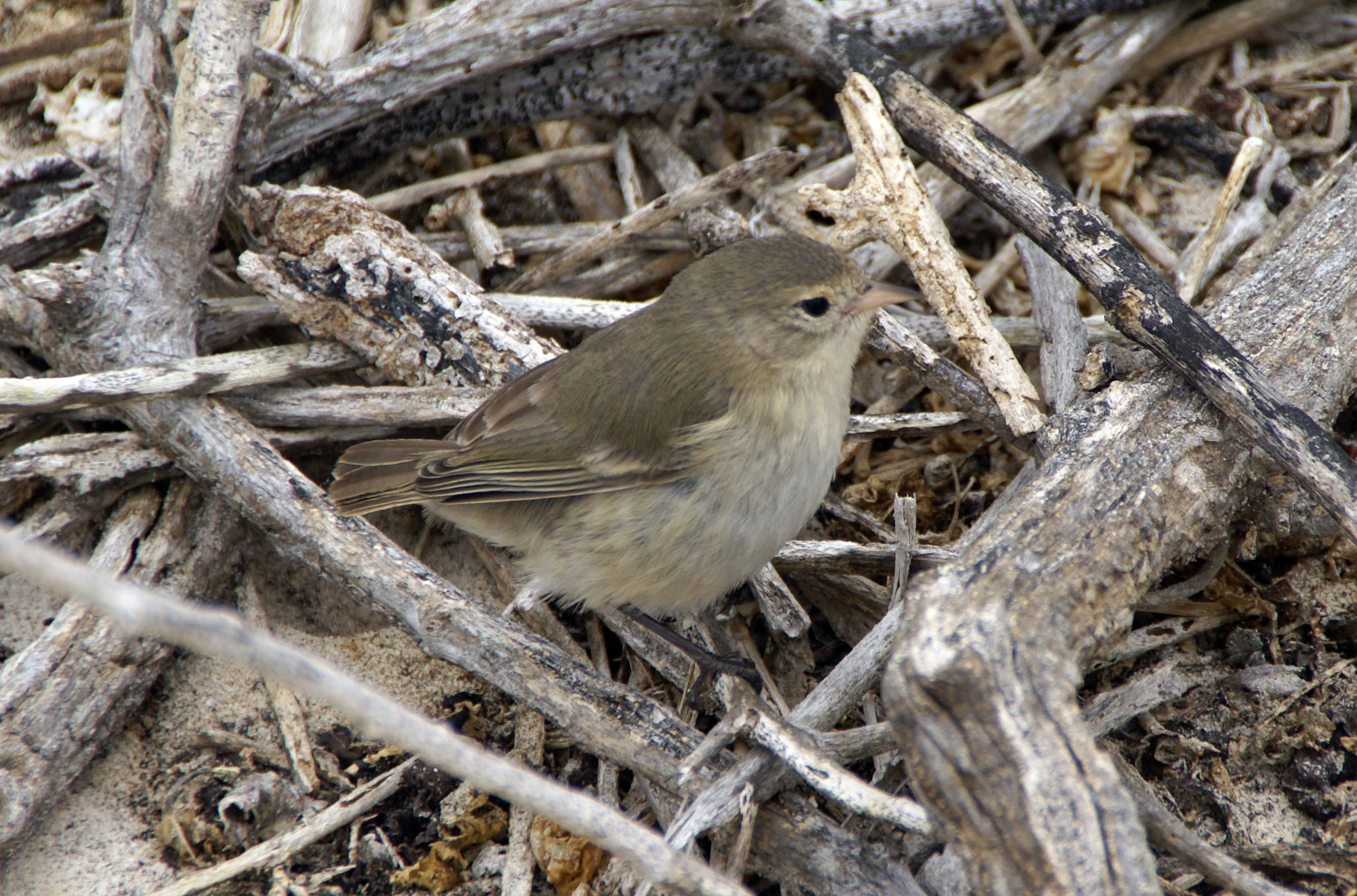
Certhidea olivacea

Secondo il Congresso Ornitologico Internazionale la famiglia Thraupidae comprende attualmente (2018) 384 specie in 95 generi:
- Genere Orchesticus
  - Orchesticus abeillei (Lesson, 1839)

- Genere Gubernatrix
  - Gubernatrix cristata (Vieillot, 1817)

- Genere Paroaria
  - Paroaria coronata (Miller, JF, 1776)
  - Paroaria dominicana (Linnaeus, 1758)
  - Paroaria gularis (Linnaeus, 1766)
  - Paroaria nigrogenis (Lafresnaye, 1846)
  - Paroaria baeri Hellmayr, 1907
  - Paroaria capitata (d'Orbigny & Lafresnaye, 1837)

- Genere Schistochlamys
  - Schistochlamys ruficapillus (Vieillot, 1817)
  - Schistochlamys melanopis (Latham, 1790)

- Genere Cissopis
  - Cissopis leverianus (Gmelin, JF, 1788)

- Genere Conothraupis
  - Conothraupis speculigera (Gould, 1855)
  - Conothraupis mesoleuca (Berlioz, 1939)

- Genere Compsothraupis
  - Compsothraupis loricata (Lichtenstein, 1819)

- Genere Sericossypha
  - Sericossypha albocristata (Lafresnaye, 1843)

- Genere Nemosia
  - Nemosia pileata (Boddaert, 1783)
  - Nemosia rourei Cabanis, 1870

- Genere Creurgops
  - Creurgops verticalis Sclater, 1858
  - Creurgops dentatus (Sclater, PL & Salvin, 1876)

- Genere Hemispingus
  - Hemispingus atropileus (Lafresnaye, 1842)
  - Hemispingus auricularis (Cabanis, 1873)
  - Hemispingus calophrys (Sclater, PL & Salvin, 1876)
  - Hemispingus parodii Weske & Terborgh, 1974
  - Hemispingus superciliaris (Lafresnaye, 1840)
  - Hemispingus reyi (Berlepsch, 1885)
  - Hemispingus frontalis (Tschudi, 1844)
  - Hemispingus melanotis (Sclater, 1855)
  - Hemispingus ochraceus (Berlepsch & Taczanowski, 1884)
  - Hemispingus piurae Chapman, 1923
  - Hemispingus goeringi (Sclater, PL & Salvin, 1871)
  - Hemispingus rufosuperciliaris Blake & Hocking, 1974
  - Hemispingus verticalis (Lafresnaye, 1840)
  - Hemispingus xanthophthalmus (Taczanowski, 1874)
  - Hemispingus trifasciatus (Taczanowski, 1874)

- Genere Cnemoscopus
  - Cnemoscopus rubrirostris (Lafresnaye, 1840)

- Genere Thlypopsis
  - Thlypopsis fulviceps Cabanis, 1851
  - Thlypopsis ornata (Sclater, 1859)
  - Thlypopsis pectoralis (Taczanowski, 1884)
  - Thlypopsis sordida (d'Orbigny & Lafresnaye, 1837)
  - Thlypopsis inornata (Taczanowski, 1879)
  - Thlypopsis ruficeps (d'Orbigny & Lafresnaye, 1837)

- Genere Pyrrhocoma
  - Pyrrhocoma ruficeps (Strickland, 1844)

- Genere Cypsnagra
  - Cypsnagra hirundinacea (Lesson, 1831)

- Genere Nephelornis
  - Nephelornis oneilli Lowery & Tallman, 1976

- Genere Trichothraupis
  - Trichothraupis melanops (Vieillot, 1818)

- Genere Eucometis
  - Eucometis penicillata (von Spix, 1825)

- Genere Tachyphonus
  - Tachyphonus cristatus (Linnaeus, 1766)
  - Tachyphonus rufiventer (von Spix, 1825)
  - Tachyphonus surinamus (Linnaeus, 1766)
  - Tachyphonus luctuosus d'Orbigny & Lafresnaye, 1837
  - Tachyphonus delatrii Lafresnaye, 1847
  - Tachyphonus coronatus (Vieillot, 1822)
  - Tachyphonus rufus (Boddaert, 1783)
  - Tachyphonus phoenicius Swainson, 1838

- Genere Lanio
  - Lanio aurantius Lafresnaye, 1846
  - Lanio leucothorax Salvin, 1865
  - Lanio fulvus (Boddaert, 1783)
  - Lanio versicolor (d'Orbigny & Lafresnaye, 1837)

- Genere Ramphocelus
  - Ramphocelus sanguinolentus (Lesson, 1831)
  - Ramphocelus nigrogularis (von Spix, 1825)
  - Ramphocelus dimidiatus Lafresnaye, 1837
  - Ramphocelus melanogaster (Swainson, 1838)
  - Ramphocelus carbo (Pallas, 1764)
  - Ramphocelus bresilius (Linnaeus, 1766)
  - Ramphocelus passerinii Bonaparte, 1831
  - Ramphocelus costaricensis Cherrie, 1891
  - Ramphocelus flammigerus (Jardine & Selby, 1833)
  - Ramphocelus icteronotus Bonaparte, 1838

- Genere Thraupis
  - Thraupis episcopus (Linnaeus, 1766)
  - Thraupis sayaca (Linnaeus, 1766)
  - Thraupis glaucocolpa Cabanis, 1850
  - Thraupis cyanoptera (Vieillot, 1817)
  - Thraupis ornata (Sparrman, 1789)
  - Thraupis abbas (Deppe, 1830)
  - Thraupis palmarum (Wied-Neuwied, 1821)
  - Thraupis cyanocephala (d'Orbigny & Lafresnaye, 1837)
  - Thraupis bonariensis (Gmelin, JF, 1789)

- Genere Calochaetes
  - Calochaetes coccineus (Sclater, 1858)

- Genere Cyanicterus
  - Cyanicterus cyanicterus (Vieillot, 1819)

- Genere Bangsia
  - Bangsia arcaei (Sclater & Salvin, 1869)
  - Bangsia melanochlamys (Hellmayr, 1910)
  - Bangsia rothschildi (Berlepsch, 1897)
  - Bangsia edwardsi (Elliot, 1865)
  - Bangsia aureocincta (Hellmayr, 1910)

- Genere Wetmorethraupis
  - Wetmorethraupis sterrhopteron Lowery & O'Neill, 1964

- Genere Buthraupis
  - Buthraupis montana (d'Orbigny & Lafresnaye, 1837)
  - Buthraupis eximia (Boissonneau, 1840)
  - Buthraupis aureodorsalis Blake & Hocking, 1974
  - Buthraupis wetmorei (Moore, RT, 1934)

- Genere Anisognathus
  - Anisognathus melanogenys (Salvin & Godman, 1880)
  - Anisognathus lacrymosus (Du Bus de Gisignies, 1846)
  - Anisognathus igniventris (d'Orbigny & Lafresnaye, 1837)
  - Anisognathus somptuosus (Lesson, 1831)
  - Anisognathus notabilis (Sclater, 1855)

- Genere Chlorornis
  - Chlorornis riefferii (Boissonneau, 1840)

- Genere Pseudosaltator Burns, KJ, Unitt & Mason, NA, 2016
  - Pseudosaltator rufiventris (d'Orbigny & Lafresnaye, 1837)

- Genere Dubusia
  - Dubusia taeniata (Boissonneau, 1840)

- Genere Delothraupis
  - Delothraupis castaneoventris (Sclater, 1851)

- Genere Stephanophorus
  - Stephanophorus diadematus (Temminck, 1823)

- Genere Iridosornis
  - Iridosornis porphyrocephalus (Sclater, 1856)
  - Iridosornis analis (Tschudi, 1844)
  - Iridosornis jelskii Cabanis, 1873
  - Iridosornis rufivertex (Lafresnaye, 1842)
  - Iridosornis reinhardti Sclater, 1865

- Genere Pipraeidea
  - Pipraeidea melanonota (Vieillot, 1819)

- Genere Neothraupis
  - Neothraupis fasciata (Lichtenstein, 1823)

- Genere Chlorochrysa
  - Chlorochrysa phoenicotis (Bonaparte, 1851)
  - Chlorochrysa calliparaea (Tschudi, 1844)
  - Chlorochrysa nitidissima Sclater, 1874

- Genere Tangara
  - Tangara inornata (Gould, 1855)
  - Tangara cabanisi (Sclater, 1868)
  - Tangara palmeri (Hellmayr, 1909)
  - Tangara mexicana (Linnaeus, 1766)
  - Tangara chilensis (Vigors, 1832)
  - Tangara fastuosa (Lesson, 1831)
  - Tangara seledon (Statius Müller, 1776)
  - Tangara cyanocephala (Statius Müller, 1776)
  - Tangara desmaresti (Vieillot, 1819)
  - Tangara cyanoventris (Vieillot, 1819)
  - Tangara johannae (Dalmas, 1900)
  - Tangara schrankii (von Spix, 1825)
  - Tangara florida (Sclater & Salvin, 1869)
  - Tangara arthus Lesson, 1832
  - Tangara icterocephala (Bonaparte, 1851)
  - Tangara xanthocephala (Tschudi, 1844)
  - Tangara chrysotis (Du Bus de Gisignies, 1846)
  - Tangara parzudakii (Lafresnaye, 1843)
  - Tangara xanthogastra (Sclater, 1851)
  - Tangara punctata (Linnaeus, 1766)
  - Tangara guttata (Cabanis, 1850)
  - Tangara varia (Statius Müller, 1776)
  - Tangara rufigula (Bonaparte, 1851)
  - Tangara gyrola (Linnaeus, 1758)
  - Tangara lavinia (Cassin, 1858)
  - Tangara cayana (Linnaeus, 1766)
  - Tangara cucullata (Swainson, 1834)
  - Tangara peruviana (Desmarest, 1806)
  - Tangara preciosa (Cabanis, 1850)
  - Tangara vitriolina (Cabanis, 1850)
  - Tangara meyerdeschauenseei Schulenberg & Binford, 1985
  - Tangara rufigenis (Sclater, 1857)
  - Tangara ruficervix (Prévost & Des Murs, 1842)
  - Tangara labradorides (Boissonneau, 1840)
  - Tangara cyanotis (Sclater, 1858)
  - Tangara cyanicollis (d'Orbigny & Lafresnaye, 1837)
  - Tangara larvata (Du Bus de Gisignies, 1846)
  - Tangara nigrocincta (Bonaparte, 1838)
  - Tangara dowii (Salvin, 1863)
  - Tangara fucosa Nelson, 1912
  - Tangara nigroviridis (Lafresnaye, 1843)
  - Tangara vassorii (Boissonneau, 1840)
  - Tangara heinei (Cabanis, 1850)
  - Tangara phillipsi Graves, GR & Weske, 1987
  - Tangara viridicollis (Taczanowski, 1884)
  - Tangara argyrofenges (Sclater & Salvin, 1876)
  - Tangara cyanoptera (Swainson, 1834)
  - Tangara velia (Linnaeus, 1758)
  - Tangara callophrys (Cabanis, 1849)

- Genere Tersina
  - Tersina viridis (Illiger, 1811)

- Genere Dacnis
  - Dacnis albiventris (Sclater, 1852)
  - Dacnis lineata (Gmelin, JF, 1789)
  - Dacnis egregia Sclater, 1855
  - Dacnis flaviventer d'Orbigny & Lafresnaye, 1837
  - Dacnis hartlaubi Sclater, 1855
  - Dacnis nigripes Pelzeln, 1856
  - Dacnis venusta Lawrence, 1862
  - Dacnis cayana (Linnaeus, 1766)
  - Dacnis viguieri Oustalet, 1883
  - Dacnis berlepschi Hartert, 1900

- Genere Cyanerpes
  - Cyanerpes nitidus (Hartlaub, 1847) - cianerpe beccobreve o mielero beccocorto
  - Cyanerpes lucidus (Sclater & Salvin, 1859) - cianerpe splendente o mielero splendente
  - Cyanerpes caeruleus (Linnaeus, 1758) - cianerpe purpurea o mielero viola
  - Cyanerpes cyaneus (Linnaeus, 1766) - cianerpe zamperosse o mielero zamperosse

- Genere Chlorophanes
  - Chlorophanes spiza (Linnaeus, 1758)

- Genere Iridophanes
  - Iridophanes pulcherrimus (Sclater, 1853)

- Genere Heterospingus
  - Heterospingus rubrifrons (Lawrence, 1865)
  - Heterospingus xanthopygius (Sclater, 1855)

- Genere Hemithraupis
  - Hemithraupis guira (Linnaeus, 1766)
  - Hemithraupis ruficapilla (Vieillot, 1818)
  - Hemithraupis flavicollis (Vieillot, 1818)

- Genere Chrysothlypis
  - Chrysothlypis chrysomelas (Sclater & Salvin, 1869)
  - Chrysothlypis salmoni (Sclater, 1886)

- Genere Xenodacnis
  - Xenodacnis parina Cabanis, 1873

- Genere Conirostrum
  - Conirostrum speciosum (Temminck, 1824)
  - Conirostrum leucogenys (Lafresnaye, 1852)
  - Conirostrum bicolor (Vieillot, 1809)
  - Conirostrum margaritae (Holt, 1931)
  - Conirostrum cinereum d'Orbigny & Lafresnaye, 1838
  - Conirostrum tamarugense Johnson, AW & Millie, 1972
  - Conirostrum ferrugineiventre Sclater, 1855
  - Conirostrum rufum Lafresnaye, 1843
  - Conirostrum sitticolor Lafresnaye, 1840
  - Conirostrum albifrons Lafresnaye, 1842

- Genere Oreomanes
  - Oreomanes fraseri Sclater, 1860

- Genere Diglossa
  - Diglossa baritula Wagler, 1832
  - Diglossa plumbea Cabanis, 1861
  - Diglossa sittoides (d'Orbigny & Lafresnaye, 1838)
  - Diglossa gloriosissima Chapman, 1912
  - Diglossa lafresnayii (Boissonneau, 1840)
  - Diglossa mystacalis Lafresnaye, 1846
  - Diglossa gloriosa Sclater & Salvin, 1871
  - Diglossa humeralis (Fraser, 1840)
  - Diglossa brunneiventris Lafresnaye, 1846
  - Diglossa carbonaria (d'Orbigny & Lafresnaye, 1838)
  - Diglossa venezuelensis Chapman, 1925
  - Diglossa albilatera Lafresnaye, 1843
  - Diglossa duidae Chapman, 1929
  - Diglossa major Cabanis, 1849
  - Diglossa indigotica Sclater, 1856
  - Diglossa glauca Sclater & Salvin, 1876
  - Diglossa caerulescens (Sclater, 1856)
  - Diglossa cyanea (Lafresnaye, 1840)

- Genere Urothraupis
  - Urothraupis stolzmanni Taczanowski & Berlepsch, 1885

- Genere Charitospiza
  - Charitospiza eucosma Oberholser, 1905

- Genere Coryphaspiza
  - Coryphaspiza melanotis (Temminck, 1822)

- Genere Coryphospingus
  - Coryphospingus pileatus (Wied-Neuwied, 1821)
  - Coryphospingus cucullatus (Statius Müller, 1776)

- Genere Rhodospingus
  - Rhodospingus cruentus (Lesson, 1844)

- Genere Phrygilus
  - Phrygilus atriceps (d'Orbigny & Lafresnaye, 1837)
  - Phrygilus punensis Ridgway, 1887
  - Phrygilus gayi (Gervais, 1834)
  - Phrygilus patagonicus Lowe, 1923
  - Phrygilus fruticeti (Kittlitz, 1833)
  - Phrygilus unicolor (d'Orbigny & Lafresnaye, 1837)
  - Phrygilus dorsalis Cabanis, 1883
  - Phrygilus erythronotus (Philippi & Landbeck, 1861)
  - Phrygilus plebejus Tschudi, 1844
  - Phrygilus carbonarius (d'Orbigny & Lafresnaye, 1837)
  - Phrygilus alaudinus (Kittlitz, 1833)

- Genere Porphyrospiza
  - Porphyrospiza caerulescens (Wied-Neuwied, 1830)

- Genere Melanodera
  - Melanodera melanodera (Quoy & Gaimard, 1824)
  - Melanodera xanthogramma (Gould & Gray, GR, 1839)

- Genere Haplospiza
  - Haplospiza rustica (Tschudi, 1844)
  - Haplospiza unicolor Cabanis, 1851

- Genere Acanthidops
  - Acanthidops bairdi Ridgway, 1882

- Genere Lophospingus
  - Lophospingus pusillus (Burmeister, 1860)
  - Lophospingus griseocristatus (d'Orbigny & Lafresnaye, 1837)

- Genere Donacospiza
  - Donacospiza albifrons (Vieillot, 1817)

- Genere Rowettia
  - Rowettia goughensis (Clarke, WE, 1904)

- Genere Nesospiza
  - Nesospiza acunhae Cabanis, 1873
  - Nesospiza questi Lowe, 1923
  - Nesospiza wilkinsi Lowe, 1923

- Genere Diuca
  - Diuca speculifera (d'Orbigny & Lafresnaye, 1837)
  - Diuca diuca (Molina, 1782)

- Genere Idiopsar
  - Idiopsar brachyurus Cassin, 1867

- Genere Piezorina
  - Piezorina cinerea (Lafresnaye, 1843)

- Genere Xenospingus
  - Xenospingus concolor (d'Orbigny & Lafresnaye, 1837)

- Genere Incaspiza
  - Incaspiza pulchra (Sclater, 1886)
  - Incaspiza personata (Salvin, 1895)
  - Incaspiza ortizi Zimmer, 1952
  - Incaspiza laeta (Salvin, 1895)
  - Incaspiza watkinsi Chapman, 1925

- Genere Poospiza
  - Poospiza thoracica (Nordmann, 1835)
  - Poospiza boliviana Sharpe, 1888
  - Poospiza alticola Salvin, 1895
  - Poospiza hypocondria (d'Orbigny & Lafresnaye, 1837)
  - Poospiza erythrophrys Sclater, 1881
  - Poospiza nigrorufa (d'Orbigny & Lafresnaye, 1837)
  - Poospiza whitii Sclater, 1883
  - Poospiza lateralis (Nordmann, 1835)
  - Poospiza cabanisi Bonaparte, 1850
  - Poospiza rubecula Salvin, 1895
  - Poospiza hispaniolensis Bonaparte, 1850
  - Poospiza torquata (d'Orbigny & Lafresnaye, 1837)
  - Poospiza melanoleuca (d'Orbigny & Lafresnaye, 1837)
  - Poospiza cinerea Bonaparte, 1850
  - Poospiza caesar Sclater & Salvin, 1869

- Genere Compsospiza
  - Compsospiza garleppi Berlepsch, 1893
  - Compsospiza baeri (Oustalet, 1904)

- Genere Sicalis
  - Sicalis citrina Pelzeln, 1870
  - Sicalis lutea (d'Orbigny & Lafresnaye, 1837)
  - Sicalis uropigyalis (d'Orbigny & Lafresnaye, 1837)
  - Sicalis luteocephala (d'Orbigny & Lafresnaye, 1837)
  - Sicalis auriventris Philippi & Landbeck, 1864
  - Sicalis olivascens (d'Orbigny & Lafresnaye, 1837)
  - Sicalis mendozae (Sharpe, 1888)
  - Sicalis lebruni (Oustalet, 1891)
  - Sicalis columbiana Cabanis, 1851
  - Sicalis flaveola (Linnaeus, 1766)
  - Sicalis luteola (Sparrman, 1789)
  - Sicalis raimondii Taczanowski, 1874
  - Sicalis taczanowskii Sharpe, 1888

- Genere Emberizoides
  - Emberizoides herbicola (Vieillot, 1817)
  - Emberizoides ypiranganus von Ihering, H & von Ihering, R, 1907
  - Emberizoides duidae Chapman, 1929

- Genere Embernagra
  - Embernagra platensis (Gmelin, JF, 1789)
  - Embernagra longicauda Strickland, 1844

- Genere Saltatricula
  - Saltatricula multicolor (Burmeister, 1860)

- Genere Saltator
  - Saltator grossus (Linnaeus, 1766)
  - Saltator fuliginosus (Daudin, 1800)
  - Saltator atriceps (Lesson, 1832)
  - Saltator maximus (Statius Müller, 1776)
  - Saltator atripennis Sclater, 1857
  - Saltator similis d'Orbigny & Lafresnaye, 1837
  - Saltator coerulescens Vieillot, 1817
  - Saltator orenocensis Lafresnaye, 1846
  - Saltator maxillosus Cabanis, 1851
  - Saltator nigriceps (Chapman, 1914)
  - Saltator aurantiirostris Vieillot, 1817
  - Saltator cinctus Zimmer, 1943
  - Saltator atricollis Vieillot, 1817
  - Saltator albicollis Vieillot, 1817
  - Saltator striatipectus Lafresnaye, 1847

- Genere Volatinia
  - Volatinia jacarina (Linnaeus, 1766)

- Genere Sporophila
  - Sporophila frontalis (Verreaux, J, 1869)
  - Sporophila falcirostris (Temminck, 1820)
  - Sporophila schistacea (Lawrence, 1862)
  - Sporophila plumbea (Wied-Neuwied, 1830)
  - Sporophila corvina (Sclater, 1860)
  - Sporophila intermedia Cabanis, 1851
  - Sporophila americana (Gmelin, JF, 1789)
  - Sporophila murallae Chapman, 1915
  - Sporophila torqueola (Bonaparte, 1850)
  - Sporophila collaris (Boddaert, 1783)
  - Sporophila bouvronides (Lesson, 1831)
  - Sporophila lineola (Linnaeus, 1758)
  - Sporophila luctuosa (Lafresnaye, 1843)
  - Sporophila nigricollis (Vieillot, 1823)
  - Sporophila ardesiaca (Dubois, AJC, 1894)
  - Sporophila caerulescens (Vieillot, 1823)
  - Sporophila albogularis (von Spix, 1825)
  - Sporophila leucoptera (Vieillot, 1817)
  - Sporophila peruviana (Lesson, 1842)
  - Sporophila simplex (Taczanowski, 1874)
  - Sporophila nigrorufa (d'Orbigny & Lafresnaye, 1837)
  - Sporophila bouvreuil (Statius Müller, 1776)
  - Sporophila pileata (Sclater, 1865)
  - Sporophila minuta (Linnaeus, 1758)
  - Sporophila hypoxantha Cabanis, 1851
  - Sporophila hypochroma Todd, 1915
  - Sporophila ruficollis Cabanis, 1851
  - Sporophila palustris (Barrows, WB, 1883)
  - Sporophila castaneiventris Cabanis, 1849
  - Sporophila cinnamomea (Lafresnaye, 1839)
  - Sporophila melanogaster (Pelzeln, 1870)
  - Sporophila telasco (Lesson, 1828)

- Genere Oryzoborus
  - Oryzoborus funereus Sclater, 1860
  - Oryzoborus angolensis (Linnaeus, 1766)
  - Oryzoborus nuttingi Ridgway, 1884
  - Oryzoborus crassirostris (Gmelin, JF, 1789)
  - Oryzoborus maximiliani Cabanis, 1851
  - Oryzoborus atrirostris Sclater & Salvin, 1878

- Genere Melopyrrha
  - Melopyrrha nigra (Linnaeus, 1758)

- Genere Dolospingus
  - Dolospingus fringilloides (Pelzeln, 1870)

- Genere Catamenia
  - Catamenia analis (d'Orbigny & Lafresnaye, 1837)
  - Catamenia inornata (Lafresnaye, 1847)
  - Catamenia homochroa Sclater, 1859

- Genere Coereba Vieillot, 1809
  - Coereba flaveola (Linnaeus, 1758)

- Genere Tiaris
  - Tiaris canorus (Gmelin, JF, 1789)
  - Tiaris olivaceus (Linnaeus, 1766)
  - Tiaris obscurus (d'Orbigny & Lafresnaye, 1837)
  - Tiaris bicolor (Linnaeus, 1766)
  - Tiaris fuliginosus (Wied-Neuwied, 1830)

- Genere Loxipasser
  - Loxipasser anoxanthus (Gosse, 1847)

- Genere Loxigilla
  - Loxigilla portoricensis (Daudin, 1800)
  - Loxigilla violacea (Linnaeus, 1758)
  - Loxigilla noctis (Linnaeus, 1766)
  - Loxigilla barbadensis Cory, 1886

- Genere Euneornis
  - Euneornis campestris (Linnaeus, 1758)

- Genere Melanospiza
  - Melanospiza richardsoni (Cory, 1886)

- Genere Geospiza
  - Geospiza magnirostris Gould, 1837
  - Geospiza fortis Gould, 1837
  - Geospiza fuliginosa Gould, 1837
  - Geospiza difficilis Sharpe, 1888
  - Geospiza scandens (Gould, 1837)
  - Geospiza conirostris Ridgway, 1890

- Genere Platyspiza
  - Platyspiza crassirostris (Gould, 1837)

- Genere Camarhynchus
  - Camarhynchus psittacula Gould, 1837
  - Camarhynchus pauper Ridgway, 1890
  - Camarhynchus parvulus (Gould, 1837)
  - Camarhynchus pallidus (Sclater & Salvin, 1870)
  - Camarhynchus heliobates (Snodgrass & Heller, 1901)

- Genere Certhidea
  - Certhidea olivacea Gould, 1837
  - Certhidea fusca Sclater & Salvin, 1870

- Genere Pinaroloxias
  - Pinaroloxias inornata (Gould, 1843)

- Genere Catamblyrhynchus
  - Catamblyrhynchus diadema Lafresnaye, 1842

- Genere Parkerthraustes Remsen, 1997
  - Parkerthraustes humeralis (Lawrence, 1867)